# Giro d’Italia 2025
Giro d’Italia 2025 – 108. edycja wyścigu kolarskiego Giro d’Italia, która odbyła się w dniach od 9 maja do 1 czerwca 2025 na liczącej ponad 3440 kilometrów trasie składającej się z 21 etapów, biegnącej z albańskiego miasta Durrës do Rzymu. Impreza kategorii 2.UWT była częścią UCI World Tour 2025. 

## Etapy
| Etap | Data   | Start – Meta                        | type                       | Dystans (km) | Suma wzniesień (m) | Zwycięzca etapu   | Lider          |
| ---- | ------ | ----------------------------------- | -------------------------- | ------------ | ------------------ | ----------------- | -------------- |
| 1    | 9 maj  | Durrës – Tirana                     | pagórkowaty                | 160          | 1800 m             | Mads Pedersen     | Mads Pedersen  |
| 2    | 10 maj | Tirana – Tirana                     | jazda indywidualna na czas | 13,7         | 150 m              | Joshua Tarling    | Primož Roglič  |
| 3    | 11 maj | Wlora – Wlora                       | pagórkowaty                | 160          | 2800 m             | Mads Pedersen     | Mads Pedersen  |
| 4    | 13 maj | Alberobello – Lecce                 | płaski                     | 189          | 800 m              | Casper van Uden   | Mads Pedersen  |
| 5    | 14 maj | Ceglie Messapica – Matera           | pagórkowaty                | 151          | 1550 m             | Mads Pedersen     | Mads Pedersen  |
| 6    | 15 maj | Potenza – Neapol                    | pagórkowaty                | 227          | 2600 m             | Kaden Groves      | Mads Pedersen  |
| 7    | 16 maj | Castel di Sangro – Tagliacozzo      | górski                     | 168          | 3500 m             | Juan Ayuso        | Primož Roglič  |
| 8    | 17 maj | Giulianova – Castelraimondo         | górzysty                   | 197          | 3800 m             | Lucas Plapp       | Diego Ulissi   |
| 9    | 18 maj | Gubbio – Siena                      | pagórkowaty                | 181          | 2500 m             | Wout van Aert     | Isaac Del Toro |
| 10   | 20 maj | Lukka – Piza                        | jazda indywidualna na czas | 28,6         | 150 m              | Daan Hoole        | Isaac Del Toro |
| 11   | 21 maj | Viareggio – Castelnovo ne' Monti    | górzysty                   | 186          | 3850 m             | Richard Carapaz   | Isaac Del Toro |
| 12   | 22 maj | Modena – Viadana                    | pagórkowaty                | 172          | 1700 m             | Olav Kooij        | Isaac Del Toro |
| 13   | 23 maj | Rovigo – Vicenza                    | pagórkowaty                | 180          | 1600 m             | Mads Pedersen     | Isaac Del Toro |
| 14   | 24 maj | Treviso – Nova Gorica               | płaski                     | 195          | 1100 m             | Kasper Asgreen    | Isaac Del Toro |
| 15   | 25 maj | Fiume Veneto – Asiago               | górski                     | 219          | 3900 m             | Carlos Verona     | Isaac Del Toro |
| 16   | 27 maj | Piazzola sul Brenta – San Valentino | górski                     | 203          | 4900 m             | Christian Scaroni | Isaac Del Toro |
| 17   | 28 maj | San Michele all'Adige – Bormio      | górski                     | 155          | 3800 m             | Isaac Del Toro    | Isaac Del Toro |
| 18   | 29 maj | Morbegno – Cesano Maderno           | pagórkowaty                | 144          | 1800 m             | Nico Denz         | Isaac Del Toro |
| 19   | 30 maj | Biella – Champoluc                  | górski                     | 166          | 4950 m             | Nicolas Prodhomme | Isaac Del Toro |
| 20   | 31 maj | Verrès – Sestriere                  | górski                     | 205          | 4500 m             | Chris Harper      | Simon Yates    |
| 21   | 1 cze  | Rzym – Rzym                         | płaski                     | 143          | 600 m              | Olav Kooij        | Simon Yates    |

## Uczestnicy
| WorldTeams (18)- Alpecin-Deceuninck - Arkéa-B&B Hotels - Bahrain-Victorious - Cofidis - Decathlon AG2R La Mondiale Team - EF Education-EasyPost - Groupama-FDJ - Ineos Grenadiers - Intermarché-Wanty - Team Jayco AlUla - Lidl-Trek - Movistar Team - Red Bull-BORA-hansgrohe - Soudal Quick-Step - Team Picnic-PostNL - UAE Team Emirates XRG - Team Visma \| Lease a Bike - XDS Astana Team ProTeams (5)- Israel-Premier Tech - Q36.5 Pro Cycling Team - Team Polti VisitMalta - Tudor Pro Cycling Team - VF Group-Bardiani CSF-Faizanè |
| |

### Lista startowa
| Red Bull-Bora-Hansgrohe RBH                            | Red Bull-Bora-Hansgrohe RBH  | Red Bull-Bora-Hansgrohe RBH |
| ------------------------------------------------------ | ---------------------------- | --------------------------- |
| Nr                                                     | Kolarz                       | Miejsce                     |
| 1                                                      | Primož Roglič (SLO)          | DNF-16                      |
| 2                                                      | Giovanni Aleotti (ITA)       | 59.                         |
| 3                                                      | Nico Denz (GER)              | 122.                        |
| 4                                                      | Jai Hindley (AUS)            | DNF-6                       |
| 5                                                      | Daniel Felipe Martínez (COL) | 53.                         |
| 6                                                      | Gianni Moscon (ITA)          | 121.                        |
| 7                                                      | Giulio Pellizzari (ITA)      | 6.                          |
| 8                                                      | Jan Tratnik (SLO)            | 83.                         |
| Dyrektor sportowy : Christian Pömer, Heinrich Haussler |                              |                             |

| Alpecin-Deceuninck ADC                               | Alpecin-Deceuninck ADC      | Alpecin-Deceuninck ADC |
| ---------------------------------------------------- | --------------------------- | ---------------------- |
| Nr                                                   | Kolarz                      | Miejsce                |
| 11                                                   | Kaden Groves (AUS)          | 107.                   |
| 12                                                   | Quinten Hermans (BEL)       | 85.                    |
| 13                                                   | Juri Hollmann (GER)         | DNF-6                  |
| 14                                                   | Jimmy Janssens (BEL)        | 118.                   |
| 15                                                   | Timo Kielich (BEL)          | 86.                    |
| 16                                                   | Edward Planckaert (BEL)     | 102.                   |
| 17                                                   | Fabio Van den Bossche (BEL) | 100.                   |
| 18                                                   | Jensen Plowright (AUS)      | 158.                   |
| Dyrektor sportowy : Gianni Meersman, Jens Keukeleire |                             |                        |

| Arkéa-B&B Hotels ARK                                 | Arkéa-B&B Hotels ARK          | Arkéa-B&B Hotels ARK |
| ---------------------------------------------------- | ----------------------------- | -------------------- |
| Nr                                                   | Kolarz                        | Miejsce              |
| 21                                                   | Alessandro Verre (ITA)        | 104.                 |
| 22                                                   | Giosuè Epis (ITA)             | 135.                 |
| 23                                                   | Simon Guglielmi (FRA)         | 94.                  |
| 24                                                   | Laurens Huys (BEL)            | 109.                 |
| 25                                                   | Luca Mozzato (ITA)            | 138.                 |
| 26                                                   | Michel Ries (LUX)             | DNS-7                |
| 27                                                   | Embret Svestad-Bårdseng (NOR) | 22.                  |
| 28                                                   | Martin Tjøtta (NOR)           | 49.                  |
| Dyrektor sportowy : Arnaud Gérard, Sébastien Hinault |                               |                      |

| Bahrain Victorious TBV                                 | Bahrain Victorious TBV  | Bahrain Victorious TBV |
| ------------------------------------------------------ | ----------------------- | ---------------------- |
| Nr                                                     | Kolarz                  | Miejsce                |
| 31                                                     | Antonio Tiberi (ITA)    | 17.                    |
| 32                                                     | Pello Bilbao (ESP)      | 30.                    |
| 33                                                     | Damiano Caruso (ITA)    | 5.                     |
| 34                                                     | Afonso Eulálio (POR)    | DNF-19                 |
| 35                                                     | Matevž Govekar (SLO)    | 142.                   |
| 36                                                     | Fran Miholjević (CRO)   | 113.                   |
| 37                                                     | Andrea Pasqualon (ITA)  | DNF-9                  |
| 38                                                     | Edoardo Zambanini (ITA) | 27.                    |
| Dyrektor sportowy : Gorazd Štangelj, Franco Pellizotti |                         |                        |

| Cofidis COF                                              | Cofidis COF                | Cofidis COF |
| -------------------------------------------------------- | -------------------------- | ----------- |
| Nr                                                       | Kolarz                     | Miejsce     |
| 41                                                       | Milan Fretin (BEL)         | DNS-16      |
| 42                                                       | Nicolas Debeaumarché (FRA) | 140.        |
| 43                                                       | Jonathan Lastra (ESP)      | 65.         |
| 44                                                       | Jan Maas (NED)             | 139.        |
| 45                                                       | Sylvain Moniquet (BEL)     | 71.         |
| 46                                                       | Stefano Oldani (ITA)       | 67.         |
| 47                                                       | Anthony Perez (FRA)        | 124.        |
| 48                                                       | Sergio Samitier (ESP)      | 52.         |
| Dyrektor sportowy : Roberto Damiani, Gorka Gerrikagoitia |                            |             |

| Decathlon-AG2R La Mondiale DAT                  | Decathlon-AG2R La Mondiale DAT | Decathlon-AG2R La Mondiale DAT |
| ----------------------------------------------- | ------------------------------ | ------------------------------ |
| Nr                                              | Kolarz                         | Miejsce                        |
| 51                                              | Sam Bennett (IRL)              | 145.                           |
| 52                                              | Geoffrey Bouchard (FRA)        | DNF-1                          |
| 53                                              | Dries De Bondt (BEL)           | 128.                           |
| 54                                              | Stan Dewulf (BEL)              | 111.                           |
| 55                                              | Dorian Godon (FRA)             | 84.                            |
| 56                                              | Tord Gudmestad (NOR)           | 134.                           |
| 57                                              | Nicolas Prodhomme (FRA)        | 15.                            |
| 58                                              | Andrea Vendrame (ITA)          | 35.                            |
| Dyrektor sportowy : Luke Roberts, Didier Jannel |                                |                                |

| EF Education-EasyPost EFE                              | EF Education-EasyPost EFE        | EF Education-EasyPost EFE |
| ------------------------------------------------------ | -------------------------------- | ------------------------- |
| Nr                                                     | Kolarz                           | Miejsce                   |
| 61                                                     | Richard Carapaz (ECU)            | 3.                        |
| 62                                                     | Kasper Asgreen (DEN)             | 115.                      |
| 63                                                     | Jefferson Alexander Cepeda (ECU) | 51.                       |
| 64                                                     | Owain Doull (GBR)                | 110.                      |
| 65                                                     | Mikkel Frølich Honoré (DEN)      | 79.                       |
| 66                                                     | Darren Rafferty (IRL) (szosa)    | 87.                       |
| 67                                                     | James Shaw (GBR)                 | 76.                       |
| 68                                                     | Georg Steinhauser (GER)          | 74.                       |
| Dyrektor sportowy : Matti Breschel, Juan Manuel Gárate |                                  |                           |

| Groupama-FDJ GFC                                      | Groupama-FDJ GFC            | Groupama-FDJ GFC |
| ----------------------------------------------------- | --------------------------- | ---------------- |
| Nr                                                    | Kolarz                      | Miejsce          |
| 71                                                    | David Gaudu (FRA)           | 66.              |
| 72                                                    | Sven Erik Bystrøm (NOR)     | 130.             |
| 73                                                    | Clément Davy (FRA)          | 137.             |
| 74                                                    | Kevin Geniets (LUX) (szosa) | 33.              |
| 75                                                    | Lorenzo Germani (ITA)       | 63.              |
| 76                                                    | Quentin Pacher (FRA)        | 64.              |
| 77                                                    | Enzo Paleni (FRA)           | 112.             |
| 78                                                    | Rémy Rochas (FRA)           | 39.              |
| Dyrektor sportowy : Thierry Bricaud, Stéphane Goubert |                             |                  |

| Ineos Grenadiers IGD                                 | Ineos Grenadiers IGD            | Ineos Grenadiers IGD |
| ---------------------------------------------------- | ------------------------------- | -------------------- |
| Nr                                                   | Kolarz                          | Miejsce              |
| 81                                                   | Egan Bernal (COL) (szosa i ITT) | 7.                   |
| 82                                                   | Thymen Arensman (NED)           | 29.                  |
| 83                                                   | Jonathan Castroviejo (ESP)      | 61.                  |
| 84                                                   | Lucas Hamilton (AUS)            | 103.                 |
| 85                                                   | Kim Heiduk (GER)                | 114.                 |
| 86                                                   | Brandon Rivera (COL)            | DNS-14               |
| 87                                                   | Joshua Tarling (GBR) (ITT)      | DNF-16               |
| 88                                                   | Ben Turner (GBR)                | 120.                 |
| Dyrektor sportowy : Zakkari Dempster, Leonardo Basso |                                 |                      |

| Intermarché-Wanty IWA                            | Intermarché-Wanty IWA    | Intermarché-Wanty IWA |
| ------------------------------------------------ | ------------------------ | --------------------- |
| Nr                                               | Kolarz                   | Miejsce               |
| 91                                               | Louis Meintjes (RSA)     | 18.                   |
| 92                                               | Francesco Busatto (ITA)  | 99.                   |
| 93                                               | Kevin Colleoni (ITA)     | 108.                  |
| 94                                               | Simone Petilli (ITA)     | 60.                   |
| 95                                               | Dion Smith (NZL)         | DNF-6                 |
| 96                                               | Gerben Thijssen (BEL)    | 157.                  |
| 97                                               | Taco van der Hoorn (NED) | 155.                  |
| 98                                               | Gijs Van Hoecke (BEL)    | 153.                  |
| Dyrektor sportowy : Dimitri Claeys, Bart Wellens |                          |                       |

| Israel-Premier Tech IPT                                  | Israel-Premier Tech IPT | Israel-Premier Tech IPT |
| -------------------------------------------------------- | ----------------------- | ----------------------- |
| Nr                                                       | Kolarz                  | Miejsce                 |
| 101                                                      | Derek Gee (CAN)         | 4.                      |
| 102                                                      | Simon Clarke (AUS)      | 117.                    |
| 103                                                      | Marco Frigo (ITA)       | 28.                     |
| 104                                                      | Jakob Fuglsang (DEN)    | 81.                     |
| 105                                                      | Jan Hirt (CZE)          | DNS-7                   |
| 106                                                      | Hugo Houle (CAN)        | 62.                     |
| 107                                                      | Nick Schultz (AUS)      | 106.                    |
| 109                                                      | Corbin Strong (NZL)     | 96.                     |
| Dyrektor sportowy : Sam Bewley, Jonathan Patrick McCarty |                         |                         |

| Lidl-Trek LTK                                                   | Lidl-Trek LTK              | Lidl-Trek LTK |
| --------------------------------------------------------------- | -------------------------- | ------------- |
| Nr                                                              | Kolarz                     | Miejsce       |
| 111                                                             | Giulio Ciccone (ITA)       | DNS-15        |
| 112                                                             | Daan Hoole (NED) (ITT)     | 119.          |
| 113                                                             | Patrick Konrad (AUT)       | 73.           |
| 114                                                             | Søren Kragh Andersen (DEN) | DNS-5         |
| 115                                                             | Jacopo Mosca (ITA)         | 126.          |
| 116                                                             | Mads Pedersen (DEN)        | 90.           |
| 117                                                             | Mathias Vacek (CZE) (ITT)  | 57.           |
| 118                                                             | Carlos Verona (ESP)        | 54.           |
| Dyrektor sportowy : Kim Andersen, Maxime Monfort, Michael Schär |                            |               |

| Movistar Team MOV                       | Movistar Team MOV                    | Movistar Team MOV |
| --------------------------------------- | ------------------------------------ | ----------------- |
| Nr                                      | Kolarz                               | Miejsce           |
| 121                                     | Nairo Quintana (COL)                 | 25.               |
| 122                                     | Orluis Aular (VEN) (ITT)             | 101.              |
| 123                                     | Jon Barrenetxea (ESP)                | 92.               |
| 124                                     | Jefferson Alveiro Cepeda (ECU) (ITT) | 34.               |
| 125                                     | Davide Formolo (ITA)                 | 45.               |
| 126                                     | Lorenzo Milesi (ITA)                 | 88.               |
| 127                                     | Einer Rubio (COL)                    | 8.                |
| 128                                     | Albert Torres (ESP)                  | 127.              |
| Dyrektor sportowy : Maximilian Sciandri |                                      |                   |

| Q36.5 Pro Cycling Team Q36                         | Q36.5 Pro Cycling Team Q36  | Q36.5 Pro Cycling Team Q36 |
| -------------------------------------------------- | --------------------------- | -------------------------- |
| Nr                                                 | Kolarz                      | Miejsce                    |
| 131                                                | Thomas Pidcock (GBR)        | 16.                        |
| 132                                                | Xabier Azparren (ESP)       | 125.                       |
| 133                                                | Mark Donovan (GBR)          | 55.                        |
| 134                                                | Damien Howson (AUS)         | 46.                        |
| 135                                                | Emīls Liepiņš (LAT) (szosa) | 131.                       |
| 136                                                | Matteo Moschetti (ITA)      | 152.                       |
| 137                                                | Milan Vader (NED)           | 80.                        |
| 138                                                | Nickolas Zukowsky (CAN)     | DNF-4                      |
| Dyrektor sportowy : Gabriele Missaglia, Jens Zemke |                             |                            |

| Soudal Quick-Step SOQ                               | Soudal Quick-Step SOQ      | Soudal Quick-Step SOQ |
| --------------------------------------------------- | -------------------------- | --------------------- |
| Nr                                                  | Kolarz                     | Miejsce               |
| 141                                                 | Mikel Landa (ESP)          | DNF-1                 |
| 142                                                 | Mattia Cattaneo (ITA)      | 44.                   |
| 143                                                 | Josef Černý (CZE)          | 132.                  |
| 144                                                 | Gianmarco Garofoli (ITA)   | 31.                   |
| 145                                                 | Ethan Hayter (GBR) (szosa) | 136.                  |
| 146                                                 | James Knox (GBR)           | 19.                   |
| 147                                                 | Luke Lamperti (USA)        | 146.                  |
| 148                                                 | Paul Magnier (FRA)         | DNS-16                |
| Dyrektor sportowy : Davide Bramati, Geert Van Bondt |                            |                       |

| Team Jayco AlUla JAY                               | Team Jayco AlUla JAY    | Team Jayco AlUla JAY |
| -------------------------------------------------- | ----------------------- | -------------------- |
| Nr                                                 | Kolarz                  | Miejsce              |
| 151                                                | Chris Harper (AUS)      | 23.                  |
| 152                                                | Koen Bouwman (NED)      | DNS-9                |
| 153                                                | Davide De Pretto (ITA)  | 77.                  |
| 154                                                | Paul Double (GBR)       | 98.                  |
| 155                                                | Felix Engelhardt (GER)  | 82.                  |
| 156                                                | Michael Hepburn (AUS)   | 143.                 |
| 157                                                | Lucas Plapp (AUS) (ITT) | DNF-17               |
| 158                                                | Filippo Zana (ITA)      | 58.                  |
| Dyrektor sportowy : David McPartland, Valerio Piva |                         |                      |

| Team Picnic-PostNL TPP                                    | Team Picnic-PostNL TPP    | Team Picnic-PostNL TPP |
| --------------------------------------------------------- | ------------------------- | ---------------------- |
| Nr                                                        | Kolarz                    | Miejsce                |
| 161                                                       | Romain Bardet (FRA)       | 26.                    |
| 162                                                       | Alexander Edmondson (AUS) | 148.                   |
| 163                                                       | Chris Hamilton (AUS)      | 47.                    |
| 164                                                       | Gijs Leemreize (NED)      | 43.                    |
| 165                                                       | Niklas Märkl (GER)        | 156.                   |
| 166                                                       | Max Poole (GBR)           | 11.                    |
| 167                                                       | Casper van Uden (NED)     | 150.                   |
| 168                                                       | Bram Welten (NED)         | DNF-7                  |
| Dyrektor sportowy : Matthew Winston, Christian Guiberteau |                           |                        |

| Team Polti VisitMalta PTV                                     | Team Polti VisitMalta PTV | Team Polti VisitMalta PTV |
| ------------------------------------------------------------- | ------------------------- | ------------------------- |
| Nr                                                            | Kolarz                    | Miejsce                   |
| 171                                                           | Davide Piganzoli (ITA)    | 14.                       |
| 172                                                           | Davide Bais (ITA)         | 97.                       |
| 173                                                           | Mattia Bais (ITA)         | 69.                       |
| 174                                                           | Giovanni Lonardi (ITA)    | 129.                      |
| 175                                                           | Mirco Maestri (ITA)       | 93.                       |
| 176                                                           | Francisco Muñoz (ESP)     | 144.                      |
| 177                                                           | Andrea Pietrobon (ITA)    | 141.                      |
| 178                                                           | Alessandro Tonelli (ITA)  | 48.                       |
| Dyrektor sportowy : Stefano Zanatta, Jesús Hernández Blázquez |                           |                           |

| Team Visma \| Lease a Bike TVL                            | Team Visma \| Lease a Bike TVL | Team Visma \| Lease a Bike TVL |
| --------------------------------------------------------- | ------------------------------ | ------------------------------ |
| Nr                                                        | Kolarz                         | Miejsce                        |
| 181                                                       | Wout van Aert (BEL)            | 72.                            |
| 182                                                       | Edoardo Affini (ITA) (ITT)     | 133.                           |
| 183                                                       | Wilco Kelderman (NED)          | 37.                            |
| 184                                                       | Olav Kooij (NED)               | 149.                           |
| 185                                                       | Steven Kruijswijk (NED)        | 38.                            |
| 186                                                       | Bart Lemmen (NED)              | 42.                            |
| 187                                                       | Dylan van Baarle (NED)         | 95.                            |
| 188                                                       | Simon Yates (GBR)              | 1.                             |
| Dyrektor sportowy : Marc Reef, Addy Engels, Jesper Mørkøv |                                |                                |

| Tudor Pro Cycling Team TUD                        | Tudor Pro Cycling Team TUD  | Tudor Pro Cycling Team TUD |
| ------------------------------------------------- | --------------------------- | -------------------------- |
| Nr                                                | Kolarz                      | Miejsce                    |
| 191                                               | Michael Storer (AUS)        | 10.                        |
| 192                                               | Marco Brenner (GER) (szosa) | DNF-19                     |
| 193                                               | Alexander Krieger (GER)     | 159.                       |
| 194                                               | Rick Pluimers (NED)         | 105.                       |
| 195                                               | Florian Stork (GER)         | 20.                        |
| 196                                               | Yannis Voisard (SUI)        | 32.                        |
| 197                                               | Larry Warbasse (USA)        | 68.                        |
| 198                                               | Maikel Zijlaard (NED)       | 154.                       |
| Dyrektor sportowy : Matteo Tosatto, Claudio Cozzi |                             |                            |

| UAE Team Emirates XRG UAD                       | UAE Team Emirates XRG UAD   | UAE Team Emirates XRG UAD |
| ----------------------------------------------- | --------------------------- | ------------------------- |
| Nr                                              | Kolarz                      | Miejsce                   |
| 201                                             | Juan Ayuso (ESP)            | DNF-18                    |
| 202                                             | Igor Arrieta (ESP)          | 36.                       |
| 203                                             | Filippo Baroncini (ITA)     | 78.                       |
| 204                                             | Isaac Del Toro (MEX)        | 2.                        |
| 205                                             | Rafał Majka (POL)           | 13.                       |
| 206                                             | Brandon McNulty (USA) (ITT) | 9.                        |
| 207                                             | Jay Vine (AUS)              | DNF-17                    |
| 208                                             | Adam Yates (GBR)            | 12.                       |
| Dyrektor sportowy : Fabio Baldato, Manuele Mori |                             |                           |

| VF Group-Bardiani CSF-Faizanè VBF                        | VF Group-Bardiani CSF-Faizanè VBF | VF Group-Bardiani CSF-Faizanè VBF |
| -------------------------------------------------------- | --------------------------------- | --------------------------------- |
| Nr                                                       | Kolarz                            | Miejsce                           |
| 211                                                      | Filippo Fiorelli (ITA)            | 89.                               |
| 212                                                      | Luca Covili (ITA)                 | 70.                               |
| 213                                                      | Filippo Magli (ITA)               | 116.                              |
| 214                                                      | Martin Marcellusi (ITA)           | 75.                               |
| 215                                                      | Alessio Martinelli (ITA)          | DNF-16                            |
| 216                                                      | Alessandro Pinarello (ITA)        | DNS-6                             |
| 217                                                      | Manuele Tarozzi (ITA)             | 91.                               |
| 218                                                      | Enrico Zanoncello (ITA)           | 151.                              |
| Dyrektor sportowy : Roberto Reverberi, Alessandro Donati |                                   |                                   |

| XDS Astana Team XAT                                  | XDS Astana Team XAT     | XDS Astana Team XAT |
| ---------------------------------------------------- | ----------------------- | ------------------- |
| Nr                                                   | Kolarz                  | Miejsce             |
| 221                                                  | Diego Ulissi (ITA)      | 21.                 |
| 222                                                  | Nicola Conci (ITA)      | 56.                 |
| 223                                                  | Lorenzo Fortunato (ITA) | 24.                 |
| 224                                                  | Max Kanter (GER)        | 123.                |
| 225                                                  | Anton Kuzmin (KAZ)      | 147.                |
| 226                                                  | Fausto Masnada (ITA)    | 41.                 |
| 227                                                  | Wout Poels (NED)        | 50.                 |
| 228                                                  | Christian Scaroni (ITA) | 40.                 |
| Dyrektor sportowy : Aleksandr Szefier, Mario Manzoni |                         |                     |

| Red Bull-Bora-Hansgrohe RBH                            | Red Bull-Bora-Hansgrohe RBH  | Red Bull-Bora-Hansgrohe RBH |
| ------------------------------------------------------ | ---------------------------- | --------------------------- |
| Nr                                                     | Kolarz                       | Miejsce                     |
| 1                                                      | Primož Roglič (SLO)          | DNF-16                      |
| 2                                                      | Giovanni Aleotti (ITA)       | 59.                         |
| 3                                                      | Nico Denz (GER)              | 122.                        |
| 4                                                      | Jai Hindley (AUS)            | DNF-6                       |
| 5                                                      | Daniel Felipe Martínez (COL) | 53.                         |
| 6                                                      | Gianni Moscon (ITA)          | 121.                        |
| 7                                                      | Giulio Pellizzari (ITA)      | 6.                          |
| 8                                                      | Jan Tratnik (SLO)            | 83.                         |
| Dyrektor sportowy : Christian Pömer, Heinrich Haussler |                              |                             |

| Alpecin-Deceuninck ADC                               | Alpecin-Deceuninck ADC      | Alpecin-Deceuninck ADC |
| ---------------------------------------------------- | --------------------------- | ---------------------- |
| Nr                                                   | Kolarz                      | Miejsce                |
| 11                                                   | Kaden Groves (AUS)          | 107.                   |
| 12                                                   | Quinten Hermans (BEL)       | 85.                    |
| 13                                                   | Juri Hollmann (GER)         | DNF-6                  |
| 14                                                   | Jimmy Janssens (BEL)        | 118.                   |
| 15                                                   | Timo Kielich (BEL)          | 86.                    |
| 16                                                   | Edward Planckaert (BEL)     | 102.                   |
| 17                                                   | Fabio Van den Bossche (BEL) | 100.                   |
| 18                                                   | Jensen Plowright (AUS)      | 158.                   |
| Dyrektor sportowy : Gianni Meersman, Jens Keukeleire |                             |                        |

| Arkéa-B&B Hotels ARK                                 | Arkéa-B&B Hotels ARK          | Arkéa-B&B Hotels ARK |
| ---------------------------------------------------- | ----------------------------- | -------------------- |
| Nr                                                   | Kolarz                        | Miejsce              |
| 21                                                   | Alessandro Verre (ITA)        | 104.                 |
| 22                                                   | Giosuè Epis (ITA)             | 135.                 |
| 23                                                   | Simon Guglielmi (FRA)         | 94.                  |
| 24                                                   | Laurens Huys (BEL)            | 109.                 |
| 25                                                   | Luca Mozzato (ITA)            | 138.                 |
| 26                                                   | Michel Ries (LUX)             | DNS-7                |
| 27                                                   | Embret Svestad-Bårdseng (NOR) | 22.                  |
| 28                                                   | Martin Tjøtta (NOR)           | 49.                  |
| Dyrektor sportowy : Arnaud Gérard, Sébastien Hinault |                               |                      |

| Bahrain Victorious TBV                                 | Bahrain Victorious TBV  | Bahrain Victorious TBV |
| ------------------------------------------------------ | ----------------------- | ---------------------- |
| Nr                                                     | Kolarz                  | Miejsce                |
| 31                                                     | Antonio Tiberi (ITA)    | 17.                    |
| 32                                                     | Pello Bilbao (ESP)      | 30.                    |
| 33                                                     | Damiano Caruso (ITA)    | 5.                     |
| 34                                                     | Afonso Eulálio (POR)    | DNF-19                 |
| 35                                                     | Matevž Govekar (SLO)    | 142.                   |
| 36                                                     | Fran Miholjević (CRO)   | 113.                   |
| 37                                                     | Andrea Pasqualon (ITA)  | DNF-9                  |
| 38                                                     | Edoardo Zambanini (ITA) | 27.                    |
| Dyrektor sportowy : Gorazd Štangelj, Franco Pellizotti |                         |                        |

| Cofidis COF                                              | Cofidis COF                | Cofidis COF |
| -------------------------------------------------------- | -------------------------- | ----------- |
| Nr                                                       | Kolarz                     | Miejsce     |
| 41                                                       | Milan Fretin (BEL)         | DNS-16      |
| 42                                                       | Nicolas Debeaumarché (FRA) | 140.        |
| 43                                                       | Jonathan Lastra (ESP)      | 65.         |
| 44                                                       | Jan Maas (NED)             | 139.        |
| 45                                                       | Sylvain Moniquet (BEL)     | 71.         |
| 46                                                       | Stefano Oldani (ITA)       | 67.         |
| 47                                                       | Anthony Perez (FRA)        | 124.        |
| 48                                                       | Sergio Samitier (ESP)      | 52.         |
| Dyrektor sportowy : Roberto Damiani, Gorka Gerrikagoitia |                            |             |

| Decathlon-AG2R La Mondiale DAT                  | Decathlon-AG2R La Mondiale DAT | Decathlon-AG2R La Mondiale DAT |
| ----------------------------------------------- | ------------------------------ | ------------------------------ |
| Nr                                              | Kolarz                         | Miejsce                        |
| 51                                              | Sam Bennett (IRL)              | 145.                           |
| 52                                              | Geoffrey Bouchard (FRA)        | DNF-1                          |
| 53                                              | Dries De Bondt (BEL)           | 128.                           |
| 54                                              | Stan Dewulf (BEL)              | 111.                           |
| 55                                              | Dorian Godon (FRA)             | 84.                            |
| 56                                              | Tord Gudmestad (NOR)           | 134.                           |
| 57                                              | Nicolas Prodhomme (FRA)        | 15.                            |
| 58                                              | Andrea Vendrame (ITA)          | 35.                            |
| Dyrektor sportowy : Luke Roberts, Didier Jannel |                                |                                |

| EF Education-EasyPost EFE                              | EF Education-EasyPost EFE        | EF Education-EasyPost EFE |
| ------------------------------------------------------ | -------------------------------- | ------------------------- |
| Nr                                                     | Kolarz                           | Miejsce                   |
| 61                                                     | Richard Carapaz (ECU)            | 3.                        |
| 62                                                     | Kasper Asgreen (DEN)             | 115.                      |
| 63                                                     | Jefferson Alexander Cepeda (ECU) | 51.                       |
| 64                                                     | Owain Doull (GBR)                | 110.                      |
| 65                                                     | Mikkel Frølich Honoré (DEN)      | 79.                       |
| 66                                                     | Darren Rafferty (IRL) (szosa)    | 87.                       |
| 67                                                     | James Shaw (GBR)                 | 76.                       |
| 68                                                     | Georg Steinhauser (GER)          | 74.                       |
| Dyrektor sportowy : Matti Breschel, Juan Manuel Gárate |                                  |                           |

| Groupama-FDJ GFC                                      | Groupama-FDJ GFC            | Groupama-FDJ GFC |
| ----------------------------------------------------- | --------------------------- | ---------------- |
| Nr                                                    | Kolarz                      | Miejsce          |
| 71                                                    | David Gaudu (FRA)           | 66.              |
| 72                                                    | Sven Erik Bystrøm (NOR)     | 130.             |
| 73                                                    | Clément Davy (FRA)          | 137.             |
| 74                                                    | Kevin Geniets (LUX) (szosa) | 33.              |
| 75                                                    | Lorenzo Germani (ITA)       | 63.              |
| 76                                                    | Quentin Pacher (FRA)        | 64.              |
| 77                                                    | Enzo Paleni (FRA)           | 112.             |
| 78                                                    | Rémy Rochas (FRA)           | 39.              |
| Dyrektor sportowy : Thierry Bricaud, Stéphane Goubert |                             |                  |

| Ineos Grenadiers IGD                                 | Ineos Grenadiers IGD            | Ineos Grenadiers IGD |
| ---------------------------------------------------- | ------------------------------- | -------------------- |
| Nr                                                   | Kolarz                          | Miejsce              |
| 81                                                   | Egan Bernal (COL) (szosa i ITT) | 7.                   |
| 82                                                   | Thymen Arensman (NED)           | 29.                  |
| 83                                                   | Jonathan Castroviejo (ESP)      | 61.                  |
| 84                                                   | Lucas Hamilton (AUS)            | 103.                 |
| 85                                                   | Kim Heiduk (GER)                | 114.                 |
| 86                                                   | Brandon Rivera (COL)            | DNS-14               |
| 87                                                   | Joshua Tarling (GBR) (ITT)      | DNF-16               |
| 88                                                   | Ben Turner (GBR)                | 120.                 |
| Dyrektor sportowy : Zakkari Dempster, Leonardo Basso |                                 |                      |

| Intermarché-Wanty IWA                            | Intermarché-Wanty IWA    | Intermarché-Wanty IWA |
| ------------------------------------------------ | ------------------------ | --------------------- |
| Nr                                               | Kolarz                   | Miejsce               |
| 91                                               | Louis Meintjes (RSA)     | 18.                   |
| 92                                               | Francesco Busatto (ITA)  | 99.                   |
| 93                                               | Kevin Colleoni (ITA)     | 108.                  |
| 94                                               | Simone Petilli (ITA)     | 60.                   |
| 95                                               | Dion Smith (NZL)         | DNF-6                 |
| 96                                               | Gerben Thijssen (BEL)    | 157.                  |
| 97                                               | Taco van der Hoorn (NED) | 155.                  |
| 98                                               | Gijs Van Hoecke (BEL)    | 153.                  |
| Dyrektor sportowy : Dimitri Claeys, Bart Wellens |                          |                       |

| Israel-Premier Tech IPT                                  | Israel-Premier Tech IPT | Israel-Premier Tech IPT |
| -------------------------------------------------------- | ----------------------- | ----------------------- |
| Nr                                                       | Kolarz                  | Miejsce                 |
| 101                                                      | Derek Gee (CAN)         | 4.                      |
| 102                                                      | Simon Clarke (AUS)      | 117.                    |
| 103                                                      | Marco Frigo (ITA)       | 28.                     |
| 104                                                      | Jakob Fuglsang (DEN)    | 81.                     |
| 105                                                      | Jan Hirt (CZE)          | DNS-7                   |
| 106                                                      | Hugo Houle (CAN)        | 62.                     |
| 107                                                      | Nick Schultz (AUS)      | 106.                    |
| 109                                                      | Corbin Strong (NZL)     | 96.                     |
| Dyrektor sportowy : Sam Bewley, Jonathan Patrick McCarty |                         |                         |

| Lidl-Trek LTK                                                   | Lidl-Trek LTK              | Lidl-Trek LTK |
| --------------------------------------------------------------- | -------------------------- | ------------- |
| Nr                                                              | Kolarz                     | Miejsce       |
| 111                                                             | Giulio Ciccone (ITA)       | DNS-15        |
| 112                                                             | Daan Hoole (NED) (ITT)     | 119.          |
| 113                                                             | Patrick Konrad (AUT)       | 73.           |
| 114                                                             | Søren Kragh Andersen (DEN) | DNS-5         |
| 115                                                             | Jacopo Mosca (ITA)         | 126.          |
| 116                                                             | Mads Pedersen (DEN)        | 90.           |
| 117                                                             | Mathias Vacek (CZE) (ITT)  | 57.           |
| 118                                                             | Carlos Verona (ESP)        | 54.           |
| Dyrektor sportowy : Kim Andersen, Maxime Monfort, Michael Schär |                            |               |

| Movistar Team MOV                       | Movistar Team MOV                    | Movistar Team MOV |
| --------------------------------------- | ------------------------------------ | ----------------- |
| Nr                                      | Kolarz                               | Miejsce           |
| 121                                     | Nairo Quintana (COL)                 | 25.               |
| 122                                     | Orluis Aular (VEN) (ITT)             | 101.              |
| 123                                     | Jon Barrenetxea (ESP)                | 92.               |
| 124                                     | Jefferson Alveiro Cepeda (ECU) (ITT) | 34.               |
| 125                                     | Davide Formolo (ITA)                 | 45.               |
| 126                                     | Lorenzo Milesi (ITA)                 | 88.               |
| 127                                     | Einer Rubio (COL)                    | 8.                |
| 128                                     | Albert Torres (ESP)                  | 127.              |
| Dyrektor sportowy : Maximilian Sciandri |                                      |                   |

| Q36.5 Pro Cycling Team Q36                         | Q36.5 Pro Cycling Team Q36  | Q36.5 Pro Cycling Team Q36 |
| -------------------------------------------------- | --------------------------- | -------------------------- |
| Nr                                                 | Kolarz                      | Miejsce                    |
| 131                                                | Thomas Pidcock (GBR)        | 16.                        |
| 132                                                | Xabier Azparren (ESP)       | 125.                       |
| 133                                                | Mark Donovan (GBR)          | 55.                        |
| 134                                                | Damien Howson (AUS)         | 46.                        |
| 135                                                | Emīls Liepiņš (LAT) (szosa) | 131.                       |
| 136                                                | Matteo Moschetti (ITA)      | 152.                       |
| 137                                                | Milan Vader (NED)           | 80.                        |
| 138                                                | Nickolas Zukowsky (CAN)     | DNF-4                      |
| Dyrektor sportowy : Gabriele Missaglia, Jens Zemke |                             |                            |

| Soudal Quick-Step SOQ                               | Soudal Quick-Step SOQ      | Soudal Quick-Step SOQ |
| --------------------------------------------------- | -------------------------- | --------------------- |
| Nr                                                  | Kolarz                     | Miejsce               |
| 141                                                 | Mikel Landa (ESP)          | DNF-1                 |
| 142                                                 | Mattia Cattaneo (ITA)      | 44.                   |
| 143                                                 | Josef Černý (CZE)          | 132.                  |
| 144                                                 | Gianmarco Garofoli (ITA)   | 31.                   |
| 145                                                 | Ethan Hayter (GBR) (szosa) | 136.                  |
| 146                                                 | James Knox (GBR)           | 19.                   |
| 147                                                 | Luke Lamperti (USA)        | 146.                  |
| 148                                                 | Paul Magnier (FRA)         | DNS-16                |
| Dyrektor sportowy : Davide Bramati, Geert Van Bondt |                            |                       |

| Team Jayco AlUla JAY                               | Team Jayco AlUla JAY    | Team Jayco AlUla JAY |
| -------------------------------------------------- | ----------------------- | -------------------- |
| Nr                                                 | Kolarz                  | Miejsce              |
| 151                                                | Chris Harper (AUS)      | 23.                  |
| 152                                                | Koen Bouwman (NED)      | DNS-9                |
| 153                                                | Davide De Pretto (ITA)  | 77.                  |
| 154                                                | Paul Double (GBR)       | 98.                  |
| 155                                                | Felix Engelhardt (GER)  | 82.                  |
| 156                                                | Michael Hepburn (AUS)   | 143.                 |
| 157                                                | Lucas Plapp (AUS) (ITT) | DNF-17               |
| 158                                                | Filippo Zana (ITA)      | 58.                  |
| Dyrektor sportowy : David McPartland, Valerio Piva |                         |                      |

| Team Picnic-PostNL TPP                                    | Team Picnic-PostNL TPP    | Team Picnic-PostNL TPP |
| --------------------------------------------------------- | ------------------------- | ---------------------- |
| Nr                                                        | Kolarz                    | Miejsce                |
| 161                                                       | Romain Bardet (FRA)       | 26.                    |
| 162                                                       | Alexander Edmondson (AUS) | 148.                   |
| 163                                                       | Chris Hamilton (AUS)      | 47.                    |
| 164                                                       | Gijs Leemreize (NED)      | 43.                    |
| 165                                                       | Niklas Märkl (GER)        | 156.                   |
| 166                                                       | Max Poole (GBR)           | 11.                    |
| 167                                                       | Casper van Uden (NED)     | 150.                   |
| 168                                                       | Bram Welten (NED)         | DNF-7                  |
| Dyrektor sportowy : Matthew Winston, Christian Guiberteau |                           |                        |

| Team Polti VisitMalta PTV                                     | Team Polti VisitMalta PTV | Team Polti VisitMalta PTV |
| ------------------------------------------------------------- | ------------------------- | ------------------------- |
| Nr                                                            | Kolarz                    | Miejsce                   |
| 171                                                           | Davide Piganzoli (ITA)    | 14.                       |
| 172                                                           | Davide Bais (ITA)         | 97.                       |
| 173                                                           | Mattia Bais (ITA)         | 69.                       |
| 174                                                           | Giovanni Lonardi (ITA)    | 129.                      |
| 175                                                           | Mirco Maestri (ITA)       | 93.                       |
| 176                                                           | Francisco Muñoz (ESP)     | 144.                      |
| 177                                                           | Andrea Pietrobon (ITA)    | 141.                      |
| 178                                                           | Alessandro Tonelli (ITA)  | 48.                       |
| Dyrektor sportowy : Stefano Zanatta, Jesús Hernández Blázquez |                           |                           |

| Team Visma \| Lease a Bike TVL                            | Team Visma \| Lease a Bike TVL | Team Visma \| Lease a Bike TVL |
| --------------------------------------------------------- | ------------------------------ | ------------------------------ |
| Nr                                                        | Kolarz                         | Miejsce                        |
| 181                                                       | Wout van Aert (BEL)            | 72.                            |
| 182                                                       | Edoardo Affini (ITA) (ITT)     | 133.                           |
| 183                                                       | Wilco Kelderman (NED)          | 37.                            |
| 184                                                       | Olav Kooij (NED)               | 149.                           |
| 185                                                       | Steven Kruijswijk (NED)        | 38.                            |
| 186                                                       | Bart Lemmen (NED)              | 42.                            |
| 187                                                       | Dylan van Baarle (NED)         | 95.                            |
| 188                                                       | Simon Yates (GBR)              | 1.                             |
| Dyrektor sportowy : Marc Reef, Addy Engels, Jesper Mørkøv |                                |                                |

| Tudor Pro Cycling Team TUD                        | Tudor Pro Cycling Team TUD  | Tudor Pro Cycling Team TUD |
| ------------------------------------------------- | --------------------------- | -------------------------- |
| Nr                                                | Kolarz                      | Miejsce                    |
| 191                                               | Michael Storer (AUS)        | 10.                        |
| 192                                               | Marco Brenner (GER) (szosa) | DNF-19                     |
| 193                                               | Alexander Krieger (GER)     | 159.                       |
| 194                                               | Rick Pluimers (NED)         | 105.                       |
| 195                                               | Florian Stork (GER)         | 20.                        |
| 196                                               | Yannis Voisard (SUI)        | 32.                        |
| 197                                               | Larry Warbasse (USA)        | 68.                        |
| 198                                               | Maikel Zijlaard (NED)       | 154.                       |
| Dyrektor sportowy : Matteo Tosatto, Claudio Cozzi |                             |                            |

| UAE Team Emirates XRG UAD                       | UAE Team Emirates XRG UAD   | UAE Team Emirates XRG UAD |
| ----------------------------------------------- | --------------------------- | ------------------------- |
| Nr                                              | Kolarz                      | Miejsce                   |
| 201                                             | Juan Ayuso (ESP)            | DNF-18                    |
| 202                                             | Igor Arrieta (ESP)          | 36.                       |
| 203                                             | Filippo Baroncini (ITA)     | 78.                       |
| 204                                             | Isaac Del Toro (MEX)        | 2.                        |
| 205                                             | Rafał Majka (POL)           | 13.                       |
| 206                                             | Brandon McNulty (USA) (ITT) | 9.                        |
| 207                                             | Jay Vine (AUS)              | DNF-17                    |
| 208                                             | Adam Yates (GBR)            | 12.                       |
| Dyrektor sportowy : Fabio Baldato, Manuele Mori |                             |                           |

| VF Group-Bardiani CSF-Faizanè VBF                        | VF Group-Bardiani CSF-Faizanè VBF | VF Group-Bardiani CSF-Faizanè VBF |
| -------------------------------------------------------- | --------------------------------- | --------------------------------- |
| Nr                                                       | Kolarz                            | Miejsce                           |
| 211                                                      | Filippo Fiorelli (ITA)            | 89.                               |
| 212                                                      | Luca Covili (ITA)                 | 70.                               |
| 213                                                      | Filippo Magli (ITA)               | 116.                              |
| 214                                                      | Martin Marcellusi (ITA)           | 75.                               |
| 215                                                      | Alessio Martinelli (ITA)          | DNF-16                            |
| 216                                                      | Alessandro Pinarello (ITA)        | DNS-6                             |
| 217                                                      | Manuele Tarozzi (ITA)             | 91.                               |
| 218                                                      | Enrico Zanoncello (ITA)           | 151.                              |
| Dyrektor sportowy : Roberto Reverberi, Alessandro Donati |                                   |                                   |

| XDS Astana Team XAT                                  | XDS Astana Team XAT     | XDS Astana Team XAT |
| ---------------------------------------------------- | ----------------------- | ------------------- |
| Nr                                                   | Kolarz                  | Miejsce             |
| 221                                                  | Diego Ulissi (ITA)      | 21.                 |
| 222                                                  | Nicola Conci (ITA)      | 56.                 |
| 223                                                  | Lorenzo Fortunato (ITA) | 24.                 |
| 224                                                  | Max Kanter (GER)        | 123.                |
| 225                                                  | Anton Kuzmin (KAZ)      | 147.                |
| 226                                                  | Fausto Masnada (ITA)    | 41.                 |
| 227                                                  | Wout Poels (NED)        | 50.                 |
| 228                                                  | Christian Scaroni (ITA) | 40.                 |
| Dyrektor sportowy : Aleksandr Szefier, Mario Manzoni |                         |                     |

Legenda: DNF – nie ukończył etapu, OTL – przekroczył limit czasu, DNS – nie wystartował do etapu, DSQ – zdyskwalifikowany. Numer przy skrócie oznacza etap, na którym kolarz opuścił wyścig.

## Wyniki etapów

### Etap 1
| Durrës - Tirana | pagórkowaty | (160 km) |

| \| Klasyfikacja etapu \| Klasyfikacja etapu \| Klasyfikacja etapu \| Klasyfikacja etapu \| Klasyfikacja etapu \| \| Kolarz \| Kolarz \| Państwo \| Drużyna \| Czas \| \| ------------------ \| ------------------ \| ------------------ \| -------------------------- \| ------------------ \| \| 1. \| Mads Pedersen \| Dania \| Lidl-Trek \| 3h 36' 24" \| \| 2. \| Wout van Aert \| Belgia \| Team Visma \\| Lease a Bike \| + 0" \| \| 3. \| Orluis Aular \| Wenezuela \| Movistar Team \| + 0" \| \| 4. \| Francesco Busatto \| Włochy \| Intermarché-Wanty \| + 0" \| \| 5. \| Thomas Pidcock \| Wielka Brytania \| Q36.5 Pro Cycling Team \| + 0" \| \| 6. \| Diego Ulissi \| Włochy \| XDS Astana Team \| + 0" \| \| 7. \| Richard Carapaz \| Ekwador \| EF Education-EasyPost \| + 0" \| \| 8. \| Max Poole \| Wielka Brytania \| Team Picnic-PostNL \| + 0" \| \| 9. \| Nicola Conci \| Włochy \| XDS Astana Team \| + 0" \| \| 10. \| Davide Piganzoli \| Włochy \| Team Polti VisitMalta \| + 0" \| |                   |                 |                            |            |
| |                   |                 |                            |            |
| Źródło: ProCyclingStats |                   |                 |                            |            |
| Klasyfikacja etapu |                   |                 |                            |            |
| Kolarz | Kolarz            | Państwo         | Drużyna                    | Czas       |
| 1. | Mads Pedersen     | Dania           | Lidl-Trek                  | 3h 36' 24" |
| 2. | Wout van Aert     | Belgia          | Team Visma \| Lease a Bike | + 0"       |
| 3. | Orluis Aular      | Wenezuela       | Movistar Team              | + 0"       |
| 4. | Francesco Busatto | Włochy          | Intermarché-Wanty          | + 0"       |
| 5. | Thomas Pidcock    | Wielka Brytania | Q36.5 Pro Cycling Team     | + 0"       |
| 6. | Diego Ulissi      | Włochy          | XDS Astana Team            | + 0"       |
| 7. | Richard Carapaz   | Ekwador         | EF Education-EasyPost      | + 0"       |
| 8. | Max Poole         | Wielka Brytania | Team Picnic-PostNL         | + 0"       |
| 9. | Nicola Conci      | Włochy          | XDS Astana Team            | + 0"       |
| 10. | Davide Piganzoli  | Włochy          | Team Polti VisitMalta      | + 0"       |

| \| Klasyfikacja generalna \| Klasyfikacja generalna \| Klasyfikacja generalna \| Klasyfikacja generalna \| Klasyfikacja generalna \| \| Kolarz \| Kolarz \| Państwo \| Drużyna \| Czas \| \| ---------------------- \| ---------------------- \| ---------------------- \| -------------------------- \| ---------------------- \| \| 1. \| Mads Pedersen \| Dania \| Lidl-Trek \| 3h 36' 14" \| \| 2. \| Wout van Aert \| Belgia \| Team Visma \\| Lease a Bike \| + 4" \| \| 3. \| Orluis Aular \| Wenezuela \| Movistar Team \| + 6" \| \| 4. \| Francesco Busatto \| Włochy \| Intermarché-Wanty \| + 10" \| \| 5. \| Thomas Pidcock \| Wielka Brytania \| Q36.5 Pro Cycling Team \| + 10" \| \| 6. \| Diego Ulissi \| Włochy \| XDS Astana Team \| + 10" \| \| 7. \| Richard Carapaz \| Ekwador \| EF Education-EasyPost \| + 10" \| \| 8. \| Max Poole \| Wielka Brytania \| Team Picnic-PostNL \| + 10" \| \| 9. \| Nicola Conci \| Włochy \| XDS Astana Team \| + 10" \| \| 10. \| Davide Piganzoli \| Włochy \| Team Polti VisitMalta \| + 10" \| |                   |                 |                            |            |
| |                   |                 |                            |            |
| Źródło: ProCyclingStats |                   |                 |                            |            |
| Klasyfikacja generalna |                   |                 |                            |            |
| Kolarz | Kolarz            | Państwo         | Drużyna                    | Czas       |
| 1. | Mads Pedersen     | Dania           | Lidl-Trek                  | 3h 36' 14" |
| 2. | Wout van Aert     | Belgia          | Team Visma \| Lease a Bike | + 4"       |
| 3. | Orluis Aular      | Wenezuela       | Movistar Team              | + 6"       |
| 4. | Francesco Busatto | Włochy          | Intermarché-Wanty          | + 10"      |
| 5. | Thomas Pidcock    | Wielka Brytania | Q36.5 Pro Cycling Team     | + 10"      |
| 6. | Diego Ulissi      | Włochy          | XDS Astana Team            | + 10"      |
| 7. | Richard Carapaz   | Ekwador         | EF Education-EasyPost      | + 10"      |
| 8. | Max Poole         | Wielka Brytania | Team Picnic-PostNL         | + 10"      |
| 9. | Nicola Conci      | Włochy          | XDS Astana Team            | + 10"      |
| 10. | Davide Piganzoli  | Włochy          | Team Polti VisitMalta      | + 10"      |

### Etap 2
| Tirana - Tirana | jazda indywidualna na czas | (13,7 km) |

| \| Klasyfikacja etapu \| Klasyfikacja etapu \| Klasyfikacja etapu \| Klasyfikacja etapu \| Klasyfikacja etapu \| \| Kolarz \| Kolarz \| Państwo \| Drużyna \| Czas \| \| ------------------ \| ------------------ \| ------------------ \| -------------------------- \| ------------------ \| \| 1. \| Joshua Tarling \| Wielka Brytania \| Ineos Grenadiers \| 16' 07" \| \| 2. \| Primož Roglič \| Słowenia \| Red Bull-Bora-Hansgrohe \| + 1" \| \| 3. \| Jay Vine \| Australia \| UAE Team Emirates XRG \| + 3" \| \| 4. \| Edoardo Affini \| Włochy \| Team Visma \\| Lease a Bike \| + 6" \| \| 5. \| Mathias Vacek \| Czechy \| Lidl-Trek \| + 6" \| \| 6. \| Daan Hoole \| Holandia \| Lidl-Trek \| + 8" \| \| 7. \| Mads Pedersen \| Dania \| Lidl-Trek \| + 12" \| \| 8. \| Brandon McNulty \| Stany Zjednoczone \| UAE Team Emirates XRG \| + 13" \| \| 9. \| Ethan Hayter \| Wielka Brytania \| Soudal Quick-Step \| + 14" \| \| 10. \| Juan Ayuso \| Hiszpania \| UAE Team Emirates XRG \| + 17" \| |                 |                   |                            |         |
| |                 |                   |                            |         |
| Źródło: ProCyclingStats |                 |                   |                            |         |
| Klasyfikacja etapu |                 |                   |                            |         |
| Kolarz | Kolarz          | Państwo           | Drużyna                    | Czas    |
| 1. | Joshua Tarling  | Wielka Brytania   | Ineos Grenadiers           | 16' 07" |
| 2. | Primož Roglič   | Słowenia          | Red Bull-Bora-Hansgrohe    | + 1"    |
| 3. | Jay Vine        | Australia         | UAE Team Emirates XRG      | + 3"    |
| 4. | Edoardo Affini  | Włochy            | Team Visma \| Lease a Bike | + 6"    |
| 5. | Mathias Vacek   | Czechy            | Lidl-Trek                  | + 6"    |
| 6. | Daan Hoole      | Holandia          | Lidl-Trek                  | + 8"    |
| 7. | Mads Pedersen   | Dania             | Lidl-Trek                  | + 12"   |
| 8. | Brandon McNulty | Stany Zjednoczone | UAE Team Emirates XRG      | + 13"   |
| 9. | Ethan Hayter    | Wielka Brytania   | Soudal Quick-Step          | + 14"   |
| 10. | Juan Ayuso      | Hiszpania         | UAE Team Emirates XRG      | + 17"   |

| \| Klasyfikacja generalna \| Klasyfikacja generalna \| Klasyfikacja generalna \| Klasyfikacja generalna \| Klasyfikacja generalna \| \| Kolarz \| Kolarz \| Państwo \| Drużyna \| Czas \| \| ---------------------- \| ---------------------- \| ---------------------- \| ----------------------- \| ---------------------- \| \| 1. \| Primož Roglič \| Słowenia \| Red Bull-Bora-Hansgrohe \| 3h 52' 32" \| \| 2. \| Mads Pedersen \| Dania \| Lidl-Trek \| + 1" \| \| 3. \| Mathias Vacek \| Czechy \| Lidl-Trek \| + 5" \| \| 4. \| Brandon McNulty \| Stany Zjednoczone \| UAE Team Emirates XRG \| + 12" \| \| 5. \| Juan Ayuso \| Hiszpania \| UAE Team Emirates XRG \| + 16" \| \| 6. \| Isaac Del Toro \| Meksyk \| UAE Team Emirates XRG \| + 17" \| \| 7. \| Max Poole \| Wielka Brytania \| Team Picnic-PostNL \| + 24" \| \| 8. \| Antonio Tiberi \| Włochy \| Bahrain Victorious \| + 25" \| \| 9. \| Michael Storer \| Australia \| Tudor Pro Cycling Team \| + 27" \| \| 10. \| Giulio Pellizzari \| Włochy \| Red Bull-Bora-Hansgrohe \| + 31" \| |                   |                   |                         |            |
| |                   |                   |                         |            |
| Źródło: ProCyclingStats |                   |                   |                         |            |
| Klasyfikacja generalna |                   |                   |                         |            |
| Kolarz | Kolarz            | Państwo           | Drużyna                 | Czas       |
| 1. | Primož Roglič     | Słowenia          | Red Bull-Bora-Hansgrohe | 3h 52' 32" |
| 2. | Mads Pedersen     | Dania             | Lidl-Trek               | + 1"       |
| 3. | Mathias Vacek     | Czechy            | Lidl-Trek               | + 5"       |
| 4. | Brandon McNulty   | Stany Zjednoczone | UAE Team Emirates XRG   | + 12"      |
| 5. | Juan Ayuso        | Hiszpania         | UAE Team Emirates XRG   | + 16"      |
| 6. | Isaac Del Toro    | Meksyk            | UAE Team Emirates XRG   | + 17"      |
| 7. | Max Poole         | Wielka Brytania   | Team Picnic-PostNL      | + 24"      |
| 8. | Antonio Tiberi    | Włochy            | Bahrain Victorious      | + 25"      |
| 9. | Michael Storer    | Australia         | Tudor Pro Cycling Team  | + 27"      |
| 10. | Giulio Pellizzari | Włochy            | Red Bull-Bora-Hansgrohe | + 31"      |

### Etap 3
| Wlora - Wlora | pagórkowaty | (160 km) |

| \| Klasyfikacja etapu \| Klasyfikacja etapu \| Klasyfikacja etapu \| Klasyfikacja etapu \| Klasyfikacja etapu \| \| Kolarz \| Kolarz \| Państwo \| Drużyna \| Czas \| \| ------------------ \| ------------------ \| ------------------ \| ----------------------------- \| ------------------ \| \| 1. \| Mads Pedersen \| Dania \| Lidl-Trek \| 3h 49' 47" \| \| 2. \| Corbin Strong \| Nowa Zelandia \| Israel-Premier Tech \| + 0" \| \| 3. \| Orluis Aular \| Wenezuela \| Movistar Team \| + 0" \| \| 4. \| Brandon Rivera \| Kolumbia \| Ineos Grenadiers \| + 0" \| \| 5. \| Edoardo Zambanini \| Włochy \| Bahrain Victorious \| + 0" \| \| 6. \| Stefano Oldani \| Włochy \| Cofidis \| + 0" \| \| 7. \| Andrea Vendrame \| Włochy \| Decathlon-AG2R La Mondiale \| + 0" \| \| 8. \| Filippo Fiorelli \| Włochy \| VF Group-Bardiani CSF-Faizanè \| + 0" \| \| 9. \| Christian Scaroni \| Włochy \| XDS Astana Team \| + 0" \| \| 10. \| Davide De Pretto \| Włochy \| Team Jayco AlUla \| + 0" \| |                   |               |                               |            |
| |                   |               |                               |            |
| Źródło: ProCyclingStats |                   |               |                               |            |
| Klasyfikacja etapu |                   |               |                               |            |
| Kolarz | Kolarz            | Państwo       | Drużyna                       | Czas       |
| 1. | Mads Pedersen     | Dania         | Lidl-Trek                     | 3h 49' 47" |
| 2. | Corbin Strong     | Nowa Zelandia | Israel-Premier Tech           | + 0"       |
| 3. | Orluis Aular      | Wenezuela     | Movistar Team                 | + 0"       |
| 4. | Brandon Rivera    | Kolumbia      | Ineos Grenadiers              | + 0"       |
| 5. | Edoardo Zambanini | Włochy        | Bahrain Victorious            | + 0"       |
| 6. | Stefano Oldani    | Włochy        | Cofidis                       | + 0"       |
| 7. | Andrea Vendrame   | Włochy        | Decathlon-AG2R La Mondiale    | + 0"       |
| 8. | Filippo Fiorelli  | Włochy        | VF Group-Bardiani CSF-Faizanè | + 0"       |
| 9. | Christian Scaroni | Włochy        | XDS Astana Team               | + 0"       |
| 10. | Davide De Pretto  | Włochy        | Team Jayco AlUla              | + 0"       |

| \| Klasyfikacja generalna \| Klasyfikacja generalna \| Klasyfikacja generalna \| Klasyfikacja generalna \| Klasyfikacja generalna \| \| Kolarz \| Kolarz \| Państwo \| Drużyna \| Czas \| \| ---------------------- \| ---------------------- \| ---------------------- \| ----------------------- \| ---------------------- \| \| 1. \| Mads Pedersen \| Dania \| Lidl-Trek \| 7h 42' 10" \| \| 2. \| Primož Roglič \| Słowenia \| Red Bull-Bora-Hansgrohe \| + 9" \| \| 3. \| Mathias Vacek \| Czechy \| Lidl-Trek \| + 14" \| \| 4. \| Brandon McNulty \| Stany Zjednoczone \| UAE Team Emirates XRG \| + 21" \| \| 5. \| Juan Ayuso \| Hiszpania \| UAE Team Emirates XRG \| + 25" \| \| 6. \| Isaac Del Toro \| Meksyk \| UAE Team Emirates XRG \| + 26" \| \| 7. \| Max Poole \| Wielka Brytania \| Team Picnic-PostNL \| + 33" \| \| 8. \| Antonio Tiberi \| Włochy \| Bahrain Victorious \| + 34" \| \| 9. \| Michael Storer \| Australia \| Tudor Pro Cycling Team \| + 36" \| \| 10. \| Giulio Ciccone \| Włochy \| Lidl-Trek \| + 40" \| |                 |                   |                         |            |
| |                 |                   |                         |            |
| Źródło: ProCyclingStats |                 |                   |                         |            |
| Klasyfikacja generalna |                 |                   |                         |            |
| Kolarz | Kolarz          | Państwo           | Drużyna                 | Czas       |
| 1. | Mads Pedersen   | Dania             | Lidl-Trek               | 7h 42' 10" |
| 2. | Primož Roglič   | Słowenia          | Red Bull-Bora-Hansgrohe | + 9"       |
| 3. | Mathias Vacek   | Czechy            | Lidl-Trek               | + 14"      |
| 4. | Brandon McNulty | Stany Zjednoczone | UAE Team Emirates XRG   | + 21"      |
| 5. | Juan Ayuso      | Hiszpania         | UAE Team Emirates XRG   | + 25"      |
| 6. | Isaac Del Toro  | Meksyk            | UAE Team Emirates XRG   | + 26"      |
| 7. | Max Poole       | Wielka Brytania   | Team Picnic-PostNL      | + 33"      |
| 8. | Antonio Tiberi  | Włochy            | Bahrain Victorious      | + 34"      |
| 9. | Michael Storer  | Australia         | Tudor Pro Cycling Team  | + 36"      |
| 10. | Giulio Ciccone  | Włochy            | Lidl-Trek               | + 40"      |

### Etap 4
| Alberobello - Lecce | płaski | (189 km) |

| \| Klasyfikacja etapu \| Klasyfikacja etapu \| Klasyfikacja etapu \| Klasyfikacja etapu \| Klasyfikacja etapu \| \| Kolarz \| Kolarz \| Państwo \| Drużyna \| Czas \| \| ------------------ \| ------------------ \| ------------------ \| ----------------------------- \| ------------------ \| \| 1. \| Casper van Uden \| Holandia \| Team Picnic-PostNL \| 4h 02' 21" \| \| 2. \| Olav Kooij \| Holandia \| Team Visma \\| Lease a Bike \| + 0" \| \| 3. \| Maikel Zijlaard \| Holandia \| Tudor Pro Cycling Team \| + 0" \| \| 4. \| Mads Pedersen \| Dania \| Lidl-Trek \| + 0" \| \| 5. \| Kaden Groves \| Australia \| Alpecin-Deceuninck \| + 0" \| \| 6. \| Sam Bennett \| Irlandia \| Decathlon-AG2R La Mondiale \| + 0" \| \| 7. \| Paul Magnier \| Francja \| Soudal Quick-Step \| + 0" \| \| 8. \| Ben Turner \| Wielka Brytania \| Ineos Grenadiers \| + 0" \| \| 9. \| Matteo Moschetti \| Włochy \| Q36.5 Pro Cycling Team \| + 0" \| \| 10. \| Enrico Zanoncello \| Włochy \| VF Group-Bardiani CSF-Faizanè \| + 0" \| |                   |                 |                               |            |
| |                   |                 |                               |            |
| Źródło: ProCyclingStats |                   |                 |                               |            |
| Klasyfikacja etapu |                   |                 |                               |            |
| Kolarz | Kolarz            | Państwo         | Drużyna                       | Czas       |
| 1. | Casper van Uden   | Holandia        | Team Picnic-PostNL            | 4h 02' 21" |
| 2. | Olav Kooij        | Holandia        | Team Visma \| Lease a Bike    | + 0"       |
| 3. | Maikel Zijlaard   | Holandia        | Tudor Pro Cycling Team        | + 0"       |
| 4. | Mads Pedersen     | Dania           | Lidl-Trek                     | + 0"       |
| 5. | Kaden Groves      | Australia       | Alpecin-Deceuninck            | + 0"       |
| 6. | Sam Bennett       | Irlandia        | Decathlon-AG2R La Mondiale    | + 0"       |
| 7. | Paul Magnier      | Francja         | Soudal Quick-Step             | + 0"       |
| 8. | Ben Turner        | Wielka Brytania | Ineos Grenadiers              | + 0"       |
| 9. | Matteo Moschetti  | Włochy          | Q36.5 Pro Cycling Team        | + 0"       |
| 10. | Enrico Zanoncello | Włochy          | VF Group-Bardiani CSF-Faizanè | + 0"       |

| \| Klasyfikacja generalna \| Klasyfikacja generalna \| Klasyfikacja generalna \| Klasyfikacja generalna \| Klasyfikacja generalna \| \| Kolarz \| Kolarz \| Państwo \| Drużyna \| Czas \| \| ---------------------- \| ---------------------- \| ---------------------- \| -------------------------- \| ---------------------- \| \| 1. \| Mads Pedersen \| Dania \| Lidl-Trek \| 11h 44' 31" \| \| 2. \| Primož Roglič \| Słowenia \| Red Bull-Bora-Hansgrohe \| + 7" \| \| 3. \| Mathias Vacek \| Czechy \| Lidl-Trek \| + 14" \| \| 4. \| Brandon McNulty \| Stany Zjednoczone \| UAE Team Emirates XRG \| + 21" \| \| 5. \| Isaac Del Toro \| Meksyk \| UAE Team Emirates XRG \| + 22" \| \| 5. \| Juan Ayuso \| Hiszpania \| UAE Team Emirates XRG \| + 25" \| \| 6. \| Max Poole \| Wielka Brytania \| Team Picnic-PostNL \| + 33" \| \| 7. \| Antonio Tiberi \| Włochy \| Bahrain Victorious \| + 34" \| \| 8. \| Michael Storer \| Australia \| Tudor Pro Cycling Team \| + 36" \| \| 9. \| Giulio Pellizzari \| Włochy \| Red Bull-Bora-Hansgrohe \| + 41" \| \| 10. \| Simon Yates \| Wielka Brytania \| Team Visma \\| Lease a Bike \| + 42" \| |                   |                   |                            |             |
| |                   |                   |                            |             |
| Źródło: ProCyclingStats |                   |                   |                            |             |
| Klasyfikacja generalna |                   |                   |                            |             |
| Kolarz | Kolarz            | Państwo           | Drużyna                    | Czas        |
| 1. | Mads Pedersen     | Dania             | Lidl-Trek                  | 11h 44' 31" |
| 2. | Primož Roglič     | Słowenia          | Red Bull-Bora-Hansgrohe    | + 7"        |
| 3. | Mathias Vacek     | Czechy            | Lidl-Trek                  | + 14"       |
| 4. | Brandon McNulty   | Stany Zjednoczone | UAE Team Emirates XRG      | + 21"       |
| 5. | Isaac Del Toro    | Meksyk            | UAE Team Emirates XRG      | + 22"       |
| 5. | Juan Ayuso        | Hiszpania         | UAE Team Emirates XRG      | + 25"       |
| 6. | Max Poole         | Wielka Brytania   | Team Picnic-PostNL         | + 33"       |
| 7. | Antonio Tiberi    | Włochy            | Bahrain Victorious         | + 34"       |
| 8. | Michael Storer    | Australia         | Tudor Pro Cycling Team     | + 36"       |
| 9. | Giulio Pellizzari | Włochy            | Red Bull-Bora-Hansgrohe    | + 41"       |
| 10. | Simon Yates       | Wielka Brytania   | Team Visma \| Lease a Bike | + 42"       |

### Etap 5
| Ceglie Messapica - Matera | pagórkowaty | (151 km) |

| \| Klasyfikacja etapu \| Klasyfikacja etapu \| Klasyfikacja etapu \| Klasyfikacja etapu \| Klasyfikacja etapu \| \| Kolarz \| Kolarz \| Państwo \| Drużyna \| Czas \| \| ------------------ \| ------------------ \| ------------------ \| ----------------------------- \| ------------------ \| \| 1. \| Mads Pedersen \| Dania \| Lidl-Trek \| 3h 27' 31" \| \| 2. \| Edoardo Zambanini \| Włochy \| Bahrain Victorious \| + 0" \| \| 3. \| Thomas Pidcock \| Wielka Brytania \| Q36.5 Pro Cycling Team \| + 0" \| \| 4. \| Orluis Aular \| Wenezuela \| Movistar Team \| + 0" \| \| 5. \| Filippo Fiorelli \| Włochy \| VF Group-Bardiani CSF-Faizanè \| + 0" \| \| 6. \| Michael Storer \| Australia \| Tudor Pro Cycling Team \| + 0" \| \| 7. \| Quentin Pacher \| Francja \| Groupama-FDJ \| + 0" \| \| 8. \| Brandon Rivera \| Kolumbia \| Ineos Grenadiers \| + 0" \| \| 9. \| Damiano Caruso \| Włochy \| Bahrain Victorious \| + 0" \| \| 10. \| Isaac Del Toro \| Meksyk \| UAE Team Emirates XRG \| + 0" \| |                   |                 |                               |            |
| |                   |                 |                               |            |
| Źródło: ProCyclingStats |                   |                 |                               |            |
| Klasyfikacja etapu |                   |                 |                               |            |
| Kolarz | Kolarz            | Państwo         | Drużyna                       | Czas       |
| 1. | Mads Pedersen     | Dania           | Lidl-Trek                     | 3h 27' 31" |
| 2. | Edoardo Zambanini | Włochy          | Bahrain Victorious            | + 0"       |
| 3. | Thomas Pidcock    | Wielka Brytania | Q36.5 Pro Cycling Team        | + 0"       |
| 4. | Orluis Aular      | Wenezuela       | Movistar Team                 | + 0"       |
| 5. | Filippo Fiorelli  | Włochy          | VF Group-Bardiani CSF-Faizanè | + 0"       |
| 6. | Michael Storer    | Australia       | Tudor Pro Cycling Team        | + 0"       |
| 7. | Quentin Pacher    | Francja         | Groupama-FDJ                  | + 0"       |
| 8. | Brandon Rivera    | Kolumbia        | Ineos Grenadiers              | + 0"       |
| 9. | Damiano Caruso    | Włochy          | Bahrain Victorious            | + 0"       |
| 10. | Isaac Del Toro    | Meksyk          | UAE Team Emirates XRG         | + 0"       |

| \| Klasyfikacja generalna \| Klasyfikacja generalna \| Klasyfikacja generalna \| Klasyfikacja generalna \| Klasyfikacja generalna \| \| Kolarz \| Kolarz \| Państwo \| Drużyna \| Czas \| \| ---------------------- \| ---------------------- \| ---------------------- \| ----------------------- \| ---------------------- \| \| 1. \| Mads Pedersen \| Dania \| Lidl-Trek \| 15h 11' 52" \| \| 2. \| Primož Roglič \| Słowenia \| Red Bull-Bora-Hansgrohe \| + 17" \| \| 3. \| Mathias Vacek \| Czechy \| Lidl-Trek \| + 24" \| \| 4. \| Brandon McNulty \| Stany Zjednoczone \| UAE Team Emirates XRG \| + 31" \| \| 5. \| Isaac Del Toro \| Meksyk \| UAE Team Emirates XRG \| + 32" \| \| 6. \| Juan Ayuso \| Hiszpania \| UAE Team Emirates XRG \| + 35" \| \| 7. \| Max Poole \| Wielka Brytania \| Team Picnic-PostNL \| + 43" \| \| 8. \| Antonio Tiberi \| Włochy \| Bahrain Victorious \| + 44" \| \| 9. \| Michael Storer \| Australia \| Tudor Pro Cycling Team \| + 46" \| \| 10. \| Giulio Pellizzari \| Włochy \| Red Bull-Bora-Hansgrohe \| + 50" \| |                   |                   |                         |             |
| |                   |                   |                         |             |
| Źródło: ProCyclingStats |                   |                   |                         |             |
| Klasyfikacja generalna |                   |                   |                         |             |
| Kolarz | Kolarz            | Państwo           | Drużyna                 | Czas        |
| 1. | Mads Pedersen     | Dania             | Lidl-Trek               | 15h 11' 52" |
| 2. | Primož Roglič     | Słowenia          | Red Bull-Bora-Hansgrohe | + 17"       |
| 3. | Mathias Vacek     | Czechy            | Lidl-Trek               | + 24"       |
| 4. | Brandon McNulty   | Stany Zjednoczone | UAE Team Emirates XRG   | + 31"       |
| 5. | Isaac Del Toro    | Meksyk            | UAE Team Emirates XRG   | + 32"       |
| 6. | Juan Ayuso        | Hiszpania         | UAE Team Emirates XRG   | + 35"       |
| 7. | Max Poole         | Wielka Brytania   | Team Picnic-PostNL      | + 43"       |
| 8. | Antonio Tiberi    | Włochy            | Bahrain Victorious      | + 44"       |
| 9. | Michael Storer    | Australia         | Tudor Pro Cycling Team  | + 46"       |
| 10. | Giulio Pellizzari | Włochy            | Red Bull-Bora-Hansgrohe | + 50"       |

### Etap 6
| Potenza - Neapol | pagórkowaty | (227 km) |

| \| Klasyfikacja etapu \| Klasyfikacja etapu \| Klasyfikacja etapu \| Klasyfikacja etapu \| Klasyfikacja etapu \| \| Kolarz \| Kolarz \| Państwo \| Drużyna \| Czas \| \| ------------------ \| ------------------ \| ------------------ \| ----------------------------- \| ------------------ \| \| 1. \| Kaden Groves \| Australia \| Alpecin-Deceuninck \| 4h 59' 52" \| \| 2. \| Milan Fretin \| Belgia \| Cofidis \| + 0" \| \| 3. \| Paul Magnier \| Francja \| Soudal Quick-Step \| + 0" \| \| 4. \| Max Kanter \| Niemcy \| XDS Astana Team \| + 0" \| \| 5. \| Giovanni Lonardi \| Włochy \| Team Polti VisitMalta \| + 0" \| \| 6. \| Maikel Zijlaard \| Holandia \| Tudor Pro Cycling Team \| + 0" \| \| 7. \| Martin Marcellusi \| Włochy \| VF Group-Bardiani CSF-Faizanè \| + 0" \| \| 8. \| Luca Mozzato \| Włochy \| Arkéa-B&B Hotels \| + 0" \| \| 9. \| Matevž Govekar \| Słowenia \| Bahrain Victorious \| + 0" \| \| 10. \| Olav Kooij \| Holandia \| Team Visma \\| Lease a Bike \| + 0" \| |                   |           |                               |            |
| |                   |           |                               |            |
| Źródło: ProCyclingStats |                   |           |                               |            |
| Klasyfikacja etapu |                   |           |                               |            |
| Kolarz | Kolarz            | Państwo   | Drużyna                       | Czas       |
| 1. | Kaden Groves      | Australia | Alpecin-Deceuninck            | 4h 59' 52" |
| 2. | Milan Fretin      | Belgia    | Cofidis                       | + 0"       |
| 3. | Paul Magnier      | Francja   | Soudal Quick-Step             | + 0"       |
| 4. | Max Kanter        | Niemcy    | XDS Astana Team               | + 0"       |
| 5. | Giovanni Lonardi  | Włochy    | Team Polti VisitMalta         | + 0"       |
| 6. | Maikel Zijlaard   | Holandia  | Tudor Pro Cycling Team        | + 0"       |
| 7. | Martin Marcellusi | Włochy    | VF Group-Bardiani CSF-Faizanè | + 0"       |
| 8. | Luca Mozzato      | Włochy    | Arkéa-B&B Hotels              | + 0"       |
| 9. | Matevž Govekar    | Słowenia  | Bahrain Victorious            | + 0"       |
| 10. | Olav Kooij        | Holandia  | Team Visma \| Lease a Bike    | + 0"       |

| \| Klasyfikacja generalna \| Klasyfikacja generalna \| Klasyfikacja generalna \| Klasyfikacja generalna \| Klasyfikacja generalna \| \| Kolarz \| Kolarz \| Państwo \| Drużyna \| Czas \| \| ---------------------- \| ---------------------- \| ---------------------- \| ----------------------- \| ---------------------- \| \| 1. \| Mads Pedersen \| Dania \| Lidl-Trek \| 20h 11' 44" \| \| 2. \| Primož Roglič \| Słowenia \| Red Bull-Bora-Hansgrohe \| + 17" \| \| 3. \| Mathias Vacek \| Czechy \| Lidl-Trek \| + 24" \| \| 4. \| Brandon McNulty \| Stany Zjednoczone \| UAE Team Emirates XRG \| + 31" \| \| 5. \| Isaac Del Toro \| Meksyk \| UAE Team Emirates XRG \| + 32" \| \| 6. \| Juan Ayuso \| Hiszpania \| UAE Team Emirates XRG \| + 35" \| \| 7. \| Max Poole \| Wielka Brytania \| Team Picnic-PostNL \| + 43" \| \| 8. \| Antonio Tiberi \| Włochy \| Bahrain Victorious \| + 44" \| \| 9. \| Michael Storer \| Australia \| Tudor Pro Cycling Team \| + 46" \| \| 10. \| Giulio Pellizzari \| Włochy \| Red Bull-Bora-Hansgrohe \| + 50" \| |                   |                   |                         |             |
| |                   |                   |                         |             |
| Źródło: ProCyclingStats |                   |                   |                         |             |
| Klasyfikacja generalna |                   |                   |                         |             |
| Kolarz | Kolarz            | Państwo           | Drużyna                 | Czas        |
| 1. | Mads Pedersen     | Dania             | Lidl-Trek               | 20h 11' 44" |
| 2. | Primož Roglič     | Słowenia          | Red Bull-Bora-Hansgrohe | + 17"       |
| 3. | Mathias Vacek     | Czechy            | Lidl-Trek               | + 24"       |
| 4. | Brandon McNulty   | Stany Zjednoczone | UAE Team Emirates XRG   | + 31"       |
| 5. | Isaac Del Toro    | Meksyk            | UAE Team Emirates XRG   | + 32"       |
| 6. | Juan Ayuso        | Hiszpania         | UAE Team Emirates XRG   | + 35"       |
| 7. | Max Poole         | Wielka Brytania   | Team Picnic-PostNL      | + 43"       |
| 8. | Antonio Tiberi    | Włochy            | Bahrain Victorious      | + 44"       |
| 9. | Michael Storer    | Australia         | Tudor Pro Cycling Team  | + 46"       |
| 10. | Giulio Pellizzari | Włochy            | Red Bull-Bora-Hansgrohe | + 50"       |

### Etap 7
| Castel di Sangro - Tagliacozzo | górski | (168 km) |

| \| Klasyfikacja etapu \| Klasyfikacja etapu \| Klasyfikacja etapu \| Klasyfikacja etapu \| Klasyfikacja etapu \| \| Kolarz \| Kolarz \| Państwo \| Drużyna \| Czas \| \| ------------------ \| ------------------ \| ------------------ \| ----------------------- \| ------------------ \| \| 1. \| Juan Ayuso \| Hiszpania \| UAE Team Emirates XRG \| 4h 20' 25" \| \| 2. \| Isaac Del Toro \| Meksyk \| UAE Team Emirates XRG \| + 4" \| \| 3. \| Egan Bernal \| Kolumbia \| Ineos Grenadiers \| + 4" \| \| 4. \| Primož Roglič \| Słowenia \| Red Bull-Bora-Hansgrohe \| + 4" \| \| 5. \| Giulio Ciccone \| Włochy \| Lidl-Trek \| + 4" \| \| 6. \| Antonio Tiberi \| Włochy \| Bahrain Victorious \| + 4" \| \| 7. \| Damiano Caruso \| Włochy \| Bahrain Victorious \| + 4" \| \| 8. \| Richard Carapaz \| Ekwador \| EF Education-EasyPost \| + 4" \| \| 9. \| Max Poole \| Wielka Brytania \| Team Picnic-PostNL \| + 8" \| \| 10. \| Michael Storer \| Australia \| Tudor Pro Cycling Team \| + 8" \| |                 |                 |                         |            |
| |                 |                 |                         |            |
| Źródło: ProCyclingStats |                 |                 |                         |            |
| Klasyfikacja etapu |                 |                 |                         |            |
| Kolarz | Kolarz          | Państwo         | Drużyna                 | Czas       |
| 1. | Juan Ayuso      | Hiszpania       | UAE Team Emirates XRG   | 4h 20' 25" |
| 2. | Isaac Del Toro  | Meksyk          | UAE Team Emirates XRG   | + 4"       |
| 3. | Egan Bernal     | Kolumbia        | Ineos Grenadiers        | + 4"       |
| 4. | Primož Roglič   | Słowenia        | Red Bull-Bora-Hansgrohe | + 4"       |
| 5. | Giulio Ciccone  | Włochy          | Lidl-Trek               | + 4"       |
| 6. | Antonio Tiberi  | Włochy          | Bahrain Victorious      | + 4"       |
| 7. | Damiano Caruso  | Włochy          | Bahrain Victorious      | + 4"       |
| 8. | Richard Carapaz | Ekwador         | EF Education-EasyPost   | + 4"       |
| 9. | Max Poole       | Wielka Brytania | Team Picnic-PostNL      | + 8"       |
| 10. | Michael Storer  | Australia       | Tudor Pro Cycling Team  | + 8"       |

| \| Klasyfikacja generalna \| Klasyfikacja generalna \| Klasyfikacja generalna \| Klasyfikacja generalna \| Klasyfikacja generalna \| \| Kolarz \| Kolarz \| Państwo \| Drużyna \| Czas \| \| ---------------------- \| ---------------------- \| ---------------------- \| -------------------------- \| ---------------------- \| \| 1. \| Primož Roglič \| Słowenia \| Red Bull-Bora-Hansgrohe \| 24h 32' 30" \| \| 2. \| Juan Ayuso \| Hiszpania \| UAE Team Emirates XRG \| + 4" \| \| 3. \| Isaac Del Toro \| Meksyk \| UAE Team Emirates XRG \| + 9" \| \| 4. \| Antonio Tiberi \| Włochy \| Bahrain Victorious \| + 27" \| \| 5. \| Max Poole \| Wielka Brytania \| Team Picnic-PostNL \| + 30" \| \| 6. \| Michael Storer \| Australia \| Tudor Pro Cycling Team \| + 33" \| \| 7. \| Brandon McNulty \| Stany Zjednoczone \| UAE Team Emirates XRG \| + 34" \| \| 8. \| Mathias Vacek \| Czechy \| Lidl-Trek \| + 37" \| \| 9. \| Simon Yates \| Wielka Brytania \| Team Visma \\| Lease a Bike \| + 39" \| \| 10. \| Richard Carapaz \| Ekwador \| EF Education-EasyPost \| + 39" \| |                 |                   |                            |             |
| |                 |                   |                            |             |
| Źródło: ProCyclingStats |                 |                   |                            |             |
| Klasyfikacja generalna |                 |                   |                            |             |
| Kolarz | Kolarz          | Państwo           | Drużyna                    | Czas        |
| 1. | Primož Roglič   | Słowenia          | Red Bull-Bora-Hansgrohe    | 24h 32' 30" |
| 2. | Juan Ayuso      | Hiszpania         | UAE Team Emirates XRG      | + 4"        |
| 3. | Isaac Del Toro  | Meksyk            | UAE Team Emirates XRG      | + 9"        |
| 4. | Antonio Tiberi  | Włochy            | Bahrain Victorious         | + 27"       |
| 5. | Max Poole       | Wielka Brytania   | Team Picnic-PostNL         | + 30"       |
| 6. | Michael Storer  | Australia         | Tudor Pro Cycling Team     | + 33"       |
| 7. | Brandon McNulty | Stany Zjednoczone | UAE Team Emirates XRG      | + 34"       |
| 8. | Mathias Vacek   | Czechy            | Lidl-Trek                  | + 37"       |
| 9. | Simon Yates     | Wielka Brytania   | Team Visma \| Lease a Bike | + 39"       |
| 10. | Richard Carapaz | Ekwador           | EF Education-EasyPost      | + 39"       |

### Etap 8
| Giulianova - Castelraimondo | górzysty | (197 km) |

| \| Klasyfikacja etapu \| Klasyfikacja etapu \| Klasyfikacja etapu \| Klasyfikacja etapu \| Klasyfikacja etapu \| \| Kolarz \| Kolarz \| Państwo \| Drużyna \| Czas \| \| ------------------ \| ------------------ \| ------------------ \| ----------------------------- \| ------------------ \| \| 1. \| Lucas Plapp \| Australia \| Team Jayco AlUla \| 4h 44' 20" \| \| 2. \| Wilco Kelderman \| Holandia \| Team Visma \\| Lease a Bike \| + 38" \| \| 3. \| Diego Ulissi \| Włochy \| XDS Astana Team \| + 38" \| \| 4. \| Igor Arrieta \| Hiszpania \| UAE Team Emirates XRG \| + 1' 22" \| \| 5. \| Nicolas Prodhomme \| Francja \| Decathlon-AG2R La Mondiale \| + 1' 35" \| \| 6. \| Andrea Vendrame \| Włochy \| Decathlon-AG2R La Mondiale \| + 1' 48" \| \| 7. \| Lorenzo Fortunato \| Włochy \| XDS Astana Team \| + 1' 48" \| \| 8. \| Georg Steinhauser \| Niemcy \| EF Education-EasyPost \| + 2' 59" \| \| 9. \| Romain Bardet \| Francja \| Team Picnic-PostNL \| + 3' 02" \| \| 10. \| Alessio Martinelli \| Włochy \| VF Group-Bardiani CSF-Faizanè \| + 4' 37" \| |                    |           |                               |            |
| |                    |           |                               |            |
| Źródło: ProCyclingStats |                    |           |                               |            |
| Klasyfikacja etapu |                    |           |                               |            |
| Kolarz | Kolarz             | Państwo   | Drużyna                       | Czas       |
| 1. | Lucas Plapp        | Australia | Team Jayco AlUla              | 4h 44' 20" |
| 2. | Wilco Kelderman    | Holandia  | Team Visma \| Lease a Bike    | + 38"      |
| 3. | Diego Ulissi       | Włochy    | XDS Astana Team               | + 38"      |
| 4. | Igor Arrieta       | Hiszpania | UAE Team Emirates XRG         | + 1' 22"   |
| 5. | Nicolas Prodhomme  | Francja   | Decathlon-AG2R La Mondiale    | + 1' 35"   |
| 6. | Andrea Vendrame    | Włochy    | Decathlon-AG2R La Mondiale    | + 1' 48"   |
| 7. | Lorenzo Fortunato  | Włochy    | XDS Astana Team               | + 1' 48"   |
| 8. | Georg Steinhauser  | Niemcy    | EF Education-EasyPost         | + 2' 59"   |
| 9. | Romain Bardet      | Francja   | Team Picnic-PostNL            | + 3' 02"   |
| 10. | Alessio Martinelli | Włochy    | VF Group-Bardiani CSF-Faizanè | + 4' 37"   |

| \| Klasyfikacja generalna \| Klasyfikacja generalna \| Klasyfikacja generalna \| Klasyfikacja generalna \| Klasyfikacja generalna \| \| Kolarz \| Kolarz \| Państwo \| Drużyna \| Czas \| \| ---------------------- \| ---------------------- \| ---------------------- \| -------------------------- \| ---------------------- \| \| 1. \| Diego Ulissi \| Włochy \| XDS Astana Team \| 29h 21' 23" \| \| 2. \| Lorenzo Fortunato \| Włochy \| XDS Astana Team \| + 12" \| \| 3. \| Primož Roglič \| Słowenia \| Red Bull-Bora-Hansgrohe \| + 17" \| \| 4. \| Juan Ayuso \| Hiszpania \| UAE Team Emirates XRG \| + 20" \| \| 5. \| Isaac Del Toro \| Meksyk \| UAE Team Emirates XRG \| + 26" \| \| 6. \| Antonio Tiberi \| Włochy \| Bahrain Victorious \| + 44" \| \| 7. \| Max Poole \| Wielka Brytania \| Team Picnic-PostNL \| + 47" \| \| 8. \| Michael Storer \| Australia \| Tudor Pro Cycling Team \| + 50" \| \| 9. \| Brandon McNulty \| Stany Zjednoczone \| UAE Team Emirates XRG \| + 51" \| \| 10. \| Simon Yates \| Wielka Brytania \| Team Visma \\| Lease a Bike \| + 56" \| |                   |                   |                            |             |
| |                   |                   |                            |             |
| Źródło: ProCyclingStats |                   |                   |                            |             |
| Klasyfikacja generalna |                   |                   |                            |             |
| Kolarz | Kolarz            | Państwo           | Drużyna                    | Czas        |
| 1. | Diego Ulissi      | Włochy            | XDS Astana Team            | 29h 21' 23" |
| 2. | Lorenzo Fortunato | Włochy            | XDS Astana Team            | + 12"       |
| 3. | Primož Roglič     | Słowenia          | Red Bull-Bora-Hansgrohe    | + 17"       |
| 4. | Juan Ayuso        | Hiszpania         | UAE Team Emirates XRG      | + 20"       |
| 5. | Isaac Del Toro    | Meksyk            | UAE Team Emirates XRG      | + 26"       |
| 6. | Antonio Tiberi    | Włochy            | Bahrain Victorious         | + 44"       |
| 7. | Max Poole         | Wielka Brytania   | Team Picnic-PostNL         | + 47"       |
| 8. | Michael Storer    | Australia         | Tudor Pro Cycling Team     | + 50"       |
| 9. | Brandon McNulty   | Stany Zjednoczone | UAE Team Emirates XRG      | + 51"       |
| 10. | Simon Yates       | Wielka Brytania   | Team Visma \| Lease a Bike | + 56"       |

### Etap 9
| Gubbio - Siena | pagórkowaty | (181 km) |

| \| Klasyfikacja etapu \| Klasyfikacja etapu \| Klasyfikacja etapu \| Klasyfikacja etapu \| Klasyfikacja etapu \| \| Kolarz \| Kolarz \| Państwo \| Drużyna \| Czas \| \| ------------------ \| ------------------ \| ------------------ \| -------------------------- \| ------------------ \| \| 1. \| Wout van Aert \| Belgia \| Team Visma \\| Lease a Bike \| 4h 15' 08" \| \| 2. \| Isaac Del Toro \| Meksyk \| UAE Team Emirates XRG \| + 0" \| \| 3. \| Giulio Ciccone \| Włochy \| Lidl-Trek \| + 58" \| \| 4. \| Richard Carapaz \| Ekwador \| EF Education-EasyPost \| + 58" \| \| 5. \| Simon Yates \| Wielka Brytania \| Team Visma \\| Lease a Bike \| + 1' 00" \| \| 6. \| Antonio Tiberi \| Włochy \| Bahrain Victorious \| + 1' 00" \| \| 7. \| Juan Ayuso \| Hiszpania \| UAE Team Emirates XRG \| + 1' 07" \| \| 8. \| Thymen Arensman \| Holandia \| Ineos Grenadiers \| + 1' 10" \| \| 9. \| Egan Bernal \| Kolumbia \| Ineos Grenadiers \| + 1' 10" \| \| 10. \| Adam Yates \| Wielka Brytania \| UAE Team Emirates XRG \| + 1' 10" \| |                 |                 |                            |            |
| |                 |                 |                            |            |
| Źródło: ProCyclingStats |                 |                 |                            |            |
| Klasyfikacja etapu |                 |                 |                            |            |
| Kolarz | Kolarz          | Państwo         | Drużyna                    | Czas       |
| 1. | Wout van Aert   | Belgia          | Team Visma \| Lease a Bike | 4h 15' 08" |
| 2. | Isaac Del Toro  | Meksyk          | UAE Team Emirates XRG      | + 0"       |
| 3. | Giulio Ciccone  | Włochy          | Lidl-Trek                  | + 58"      |
| 4. | Richard Carapaz | Ekwador         | EF Education-EasyPost      | + 58"      |
| 5. | Simon Yates     | Wielka Brytania | Team Visma \| Lease a Bike | + 1' 00"   |
| 6. | Antonio Tiberi  | Włochy          | Bahrain Victorious         | + 1' 00"   |
| 7. | Juan Ayuso      | Hiszpania       | UAE Team Emirates XRG      | + 1' 07"   |
| 8. | Thymen Arensman | Holandia        | Ineos Grenadiers           | + 1' 10"   |
| 9. | Egan Bernal     | Kolumbia        | Ineos Grenadiers           | + 1' 10"   |
| 10. | Adam Yates      | Wielka Brytania | UAE Team Emirates XRG      | + 1' 10"   |

| \| Klasyfikacja generalna \| Klasyfikacja generalna \| Klasyfikacja generalna \| Klasyfikacja generalna \| Klasyfikacja generalna \| \| Kolarz \| Kolarz \| Państwo \| Drużyna \| Czas \| \| ---------------------- \| ---------------------- \| ---------------------- \| -------------------------- \| ---------------------- \| \| 1. \| Isaac Del Toro \| Meksyk \| UAE Team Emirates XRG \| 33h 36' 45" \| \| 2. \| Juan Ayuso \| Hiszpania \| UAE Team Emirates XRG \| + 1' 13" \| \| 3. \| Antonio Tiberi \| Włochy \| Bahrain Victorious \| + 1' 30" \| \| 4. \| Richard Carapaz \| Ekwador \| EF Education-EasyPost \| + 1' 40" \| \| 5. \| Giulio Ciccone \| Włochy \| Lidl-Trek \| + 1' 41" \| \| 6. \| Simon Yates \| Wielka Brytania \| Team Visma \\| Lease a Bike \| + 1' 42" \| \| 7. \| Egan Bernal \| Kolumbia \| Ineos Grenadiers \| + 1' 57" \| \| 8. \| Brandon McNulty \| Stany Zjednoczone \| UAE Team Emirates XRG \| + 1' 59" \| \| 9. \| Adam Yates \| Wielka Brytania \| UAE Team Emirates XRG \| + 2' 01" \| \| 10. \| Primož Roglič \| Słowenia \| Red Bull-Bora-Hansgrohe \| + 2' 05" \| |                 |                   |                            |             |
| |                 |                   |                            |             |
| Źródło: ProCyclingStats |                 |                   |                            |             |
| Klasyfikacja generalna |                 |                   |                            |             |
| Kolarz | Kolarz          | Państwo           | Drużyna                    | Czas        |
| 1. | Isaac Del Toro  | Meksyk            | UAE Team Emirates XRG      | 33h 36' 45" |
| 2. | Juan Ayuso      | Hiszpania         | UAE Team Emirates XRG      | + 1' 13"    |
| 3. | Antonio Tiberi  | Włochy            | Bahrain Victorious         | + 1' 30"    |
| 4. | Richard Carapaz | Ekwador           | EF Education-EasyPost      | + 1' 40"    |
| 5. | Giulio Ciccone  | Włochy            | Lidl-Trek                  | + 1' 41"    |
| 6. | Simon Yates     | Wielka Brytania   | Team Visma \| Lease a Bike | + 1' 42"    |
| 7. | Egan Bernal     | Kolumbia          | Ineos Grenadiers           | + 1' 57"    |
| 8. | Brandon McNulty | Stany Zjednoczone | UAE Team Emirates XRG      | + 1' 59"    |
| 9. | Adam Yates      | Wielka Brytania   | UAE Team Emirates XRG      | + 2' 01"    |
| 10. | Primož Roglič   | Słowenia          | Red Bull-Bora-Hansgrohe    | + 2' 05"    |

### Etap 10
| Lukka - Piza | jazda indywidualna na czas | (28,6 km) |

| \| Klasyfikacja etapu \| Klasyfikacja etapu \| Klasyfikacja etapu \| Klasyfikacja etapu \| Klasyfikacja etapu \| \| Kolarz \| Kolarz \| Państwo \| Drużyna \| Czas \| \| ------------------ \| ------------------ \| ------------------ \| -------------------------- \| ------------------ \| \| 1. \| Daan Hoole \| Holandia \| Lidl-Trek \| 32' 30" \| \| 2. \| Joshua Tarling \| Wielka Brytania \| Ineos Grenadiers \| + 7" \| \| 3. \| Ethan Hayter \| Wielka Brytania \| Soudal Quick-Step \| + 10" \| \| 4. \| Mattia Cattaneo \| Włochy \| Soudal Quick-Step \| + 23" \| \| 5. \| Edoardo Affini \| Włochy \| Team Visma \\| Lease a Bike \| + 24" \| \| 6. \| Jay Vine \| Australia \| UAE Team Emirates XRG \| + 37" \| \| 7. \| Lucas Plapp \| Australia \| Team Jayco AlUla \| + 44" \| \| 8. \| Marco Frigo \| Włochy \| Israel-Premier Tech \| + 47" \| \| 9. \| Michael Hepburn \| Australia \| Team Jayco AlUla \| + 50" \| \| 10. \| Xabier Azparren \| Hiszpania \| Q36.5 Pro Cycling Team \| + 54" \| |                 |                 |                            |         |
| |                 |                 |                            |         |
| Źródło: ProCyclingStats |                 |                 |                            |         |
| Klasyfikacja etapu |                 |                 |                            |         |
| Kolarz | Kolarz          | Państwo         | Drużyna                    | Czas    |
| 1. | Daan Hoole      | Holandia        | Lidl-Trek                  | 32' 30" |
| 2. | Joshua Tarling  | Wielka Brytania | Ineos Grenadiers           | + 7"    |
| 3. | Ethan Hayter    | Wielka Brytania | Soudal Quick-Step          | + 10"   |
| 4. | Mattia Cattaneo | Włochy          | Soudal Quick-Step          | + 23"   |
| 5. | Edoardo Affini  | Włochy          | Team Visma \| Lease a Bike | + 24"   |
| 6. | Jay Vine        | Australia       | UAE Team Emirates XRG      | + 37"   |
| 7. | Lucas Plapp     | Australia       | Team Jayco AlUla           | + 44"   |
| 8. | Marco Frigo     | Włochy          | Israel-Premier Tech        | + 47"   |
| 9. | Michael Hepburn | Australia       | Team Jayco AlUla           | + 50"   |
| 10. | Xabier Azparren | Hiszpania       | Q36.5 Pro Cycling Team     | + 54"   |

| \| Klasyfikacja generalna \| Klasyfikacja generalna \| Klasyfikacja generalna \| Klasyfikacja generalna \| Klasyfikacja generalna \| \| Kolarz \| Kolarz \| Państwo \| Drużyna \| Czas \| \| ---------------------- \| ---------------------- \| ---------------------- \| -------------------------- \| ---------------------- \| \| 1. \| Isaac Del Toro \| Meksyk \| UAE Team Emirates XRG \| 34h 11' 37" \| \| 2. \| Juan Ayuso \| Hiszpania \| UAE Team Emirates XRG \| + 25" \| \| 3. \| Antonio Tiberi \| Włochy \| Bahrain Victorious \| + 1' 01" \| \| 4. \| Simon Yates \| Wielka Brytania \| Team Visma \\| Lease a Bike \| + 1' 03" \| \| 5. \| Primož Roglič \| Słowenia \| Red Bull-Bora-Hansgrohe \| + 1' 18" \| \| 6. \| Brandon McNulty \| Stany Zjednoczone \| UAE Team Emirates XRG \| + 2' 00" \| \| 7. \| Adam Yates \| Wielka Brytania \| UAE Team Emirates XRG \| + 2' 06" \| \| 8. \| Giulio Ciccone \| Włochy \| Lidl-Trek \| + 2' 08" \| \| 9. \| Richard Carapaz \| Ekwador \| EF Education-EasyPost \| + 2' 10" \| \| 10. \| Thymen Arensman \| Holandia \| Ineos Grenadiers \| + 2' 27" \| |                 |                   |                            |             |
| |                 |                   |                            |             |
| Źródło: ProCyclingStats |                 |                   |                            |             |
| Klasyfikacja generalna |                 |                   |                            |             |
| Kolarz | Kolarz          | Państwo           | Drużyna                    | Czas        |
| 1. | Isaac Del Toro  | Meksyk            | UAE Team Emirates XRG      | 34h 11' 37" |
| 2. | Juan Ayuso      | Hiszpania         | UAE Team Emirates XRG      | + 25"       |
| 3. | Antonio Tiberi  | Włochy            | Bahrain Victorious         | + 1' 01"    |
| 4. | Simon Yates     | Wielka Brytania   | Team Visma \| Lease a Bike | + 1' 03"    |
| 5. | Primož Roglič   | Słowenia          | Red Bull-Bora-Hansgrohe    | + 1' 18"    |
| 6. | Brandon McNulty | Stany Zjednoczone | UAE Team Emirates XRG      | + 2' 00"    |
| 7. | Adam Yates      | Wielka Brytania   | UAE Team Emirates XRG      | + 2' 06"    |
| 8. | Giulio Ciccone  | Włochy            | Lidl-Trek                  | + 2' 08"    |
| 9. | Richard Carapaz | Ekwador           | EF Education-EasyPost      | + 2' 10"    |
| 10. | Thymen Arensman | Holandia          | Ineos Grenadiers           | + 2' 27"    |

### Etap 11
| Viareggio - Castelnovo ne' Monti | górzysty | (186 km) |

| \| Klasyfikacja etapu \| Klasyfikacja etapu \| Klasyfikacja etapu \| Klasyfikacja etapu \| Klasyfikacja etapu \| \| Kolarz \| Kolarz \| Państwo \| Drużyna \| Czas \| \| ------------------ \| ------------------ \| ------------------ \| ---------------------- \| ------------------ \| \| 1. \| Richard Carapaz \| Ekwador \| EF Education-EasyPost \| 4h 35' 20" \| \| 2. \| Isaac Del Toro \| Meksyk \| UAE Team Emirates XRG \| + 10" \| \| 3. \| Giulio Ciccone \| Włochy \| Lidl-Trek \| + 10" \| \| 4. \| Thomas Pidcock \| Wielka Brytania \| Q36.5 Pro Cycling Team \| + 10" \| \| 5. \| Egan Bernal \| Kolumbia \| Ineos Grenadiers \| + 10" \| \| 6. \| Antonio Tiberi \| Włochy \| Bahrain Victorious \| + 10" \| \| 7. \| Juan Ayuso \| Hiszpania \| UAE Team Emirates XRG \| + 10" \| \| 8. \| Einer Rubio \| Kolumbia \| Movistar Team \| + 10" \| \| 9. \| Derek Gee \| Kanada \| Israel-Premier Tech \| + 10" \| \| 10. \| Diego Ulissi \| Włochy \| XDS Astana Team \| + 10" \| |                 |                 |                        |            |
| |                 |                 |                        |            |
| Źródło: ProCyclingStats |                 |                 |                        |            |
| Klasyfikacja etapu |                 |                 |                        |            |
| Kolarz | Kolarz          | Państwo         | Drużyna                | Czas       |
| 1. | Richard Carapaz | Ekwador         | EF Education-EasyPost  | 4h 35' 20" |
| 2. | Isaac Del Toro  | Meksyk          | UAE Team Emirates XRG  | + 10"      |
| 3. | Giulio Ciccone  | Włochy          | Lidl-Trek              | + 10"      |
| 4. | Thomas Pidcock  | Wielka Brytania | Q36.5 Pro Cycling Team | + 10"      |
| 5. | Egan Bernal     | Kolumbia        | Ineos Grenadiers       | + 10"      |
| 6. | Antonio Tiberi  | Włochy          | Bahrain Victorious     | + 10"      |
| 7. | Juan Ayuso      | Hiszpania       | UAE Team Emirates XRG  | + 10"      |
| 8. | Einer Rubio     | Kolumbia        | Movistar Team          | + 10"      |
| 9. | Derek Gee       | Kanada          | Israel-Premier Tech    | + 10"      |
| 10. | Diego Ulissi    | Włochy          | XDS Astana Team        | + 10"      |

| \| Klasyfikacja generalna \| Klasyfikacja generalna \| Klasyfikacja generalna \| Klasyfikacja generalna \| Klasyfikacja generalna \| \| Kolarz \| Kolarz \| Państwo \| Drużyna \| Czas \| \| ---------------------- \| ---------------------- \| ---------------------- \| -------------------------- \| ---------------------- \| \| 1. \| Isaac Del Toro \| Meksyk \| UAE Team Emirates XRG \| 38h 47' 01" \| \| 2. \| Juan Ayuso \| Hiszpania \| UAE Team Emirates XRG \| + 31" \| \| 3. \| Antonio Tiberi \| Włochy \| Bahrain Victorious \| + 1' 07" \| \| 4. \| Simon Yates \| Wielka Brytania \| Team Visma \\| Lease a Bike \| + 1' 09" \| \| 5. \| Primož Roglič \| Słowenia \| Red Bull-Bora-Hansgrohe \| + 1' 24" \| \| 6. \| Richard Carapaz \| Ekwador \| EF Education-EasyPost \| + 1' 56" \| \| 7. \| Giulio Ciccone \| Włochy \| Lidl-Trek \| + 2' 09" \| \| 8. \| Brandon McNulty \| Stany Zjednoczone \| UAE Team Emirates XRG \| + 2' 16" \| \| 9. \| Adam Yates \| Wielka Brytania \| UAE Team Emirates XRG \| + 2' 33" \| \| 10. \| Thymen Arensman \| Holandia \| Ineos Grenadiers \| + 2' 33" \| |                 |                   |                            |             |
| |                 |                   |                            |             |
| Źródło: ProCyclingStats |                 |                   |                            |             |
| Klasyfikacja generalna |                 |                   |                            |             |
| Kolarz | Kolarz          | Państwo           | Drużyna                    | Czas        |
| 1. | Isaac Del Toro  | Meksyk            | UAE Team Emirates XRG      | 38h 47' 01" |
| 2. | Juan Ayuso      | Hiszpania         | UAE Team Emirates XRG      | + 31"       |
| 3. | Antonio Tiberi  | Włochy            | Bahrain Victorious         | + 1' 07"    |
| 4. | Simon Yates     | Wielka Brytania   | Team Visma \| Lease a Bike | + 1' 09"    |
| 5. | Primož Roglič   | Słowenia          | Red Bull-Bora-Hansgrohe    | + 1' 24"    |
| 6. | Richard Carapaz | Ekwador           | EF Education-EasyPost      | + 1' 56"    |
| 7. | Giulio Ciccone  | Włochy            | Lidl-Trek                  | + 2' 09"    |
| 8. | Brandon McNulty | Stany Zjednoczone | UAE Team Emirates XRG      | + 2' 16"    |
| 9. | Adam Yates      | Wielka Brytania   | UAE Team Emirates XRG      | + 2' 33"    |
| 10. | Thymen Arensman | Holandia          | Ineos Grenadiers           | + 2' 33"    |

### Etap 12
| Modena - Viadana | pagórkowaty | (172 km) |

| \| Klasyfikacja etapu \| Klasyfikacja etapu \| Klasyfikacja etapu \| Klasyfikacja etapu \| Klasyfikacja etapu \| \| Kolarz \| Kolarz \| Państwo \| Drużyna \| Czas \| \| ------------------ \| ------------------ \| ------------------ \| -------------------------- \| ------------------ \| \| 1. \| Olav Kooij \| Holandia \| Team Visma \\| Lease a Bike \| 3h 55' 40" \| \| 2. \| Casper van Uden \| Holandia \| Team Picnic-PostNL \| + 0" \| \| 3. \| Ben Turner \| Wielka Brytania \| Ineos Grenadiers \| + 0" \| \| 4. \| Mads Pedersen \| Dania \| Lidl-Trek \| + 0" \| \| 5. \| Kaden Groves \| Australia \| Alpecin-Deceuninck \| + 0" \| \| 6. \| Milan Fretin \| Belgia \| Cofidis \| + 0" \| \| 7. \| Max Kanter \| Niemcy \| XDS Astana Team \| + 0" \| \| 8. \| Paul Magnier \| Francja \| Soudal Quick-Step \| + 0" \| \| 9. \| Matevž Govekar \| Słowenia \| Bahrain Victorious \| + 0" \| \| 10. \| Matteo Moschetti \| Włochy \| Q36.5 Pro Cycling Team \| + 0" \| |                  |                 |                            |            |
| |                  |                 |                            |            |
| Źródło: ProCyclingStats |                  |                 |                            |            |
| Klasyfikacja etapu |                  |                 |                            |            |
| Kolarz | Kolarz           | Państwo         | Drużyna                    | Czas       |
| 1. | Olav Kooij       | Holandia        | Team Visma \| Lease a Bike | 3h 55' 40" |
| 2. | Casper van Uden  | Holandia        | Team Picnic-PostNL         | + 0"       |
| 3. | Ben Turner       | Wielka Brytania | Ineos Grenadiers           | + 0"       |
| 4. | Mads Pedersen    | Dania           | Lidl-Trek                  | + 0"       |
| 5. | Kaden Groves     | Australia       | Alpecin-Deceuninck         | + 0"       |
| 6. | Milan Fretin     | Belgia          | Cofidis                    | + 0"       |
| 7. | Max Kanter       | Niemcy          | XDS Astana Team            | + 0"       |
| 8. | Paul Magnier     | Francja         | Soudal Quick-Step          | + 0"       |
| 9. | Matevž Govekar   | Słowenia        | Bahrain Victorious         | + 0"       |
| 10. | Matteo Moschetti | Włochy          | Q36.5 Pro Cycling Team     | + 0"       |

| \| Klasyfikacja generalna \| Klasyfikacja generalna \| Klasyfikacja generalna \| Klasyfikacja generalna \| Klasyfikacja generalna \| \| Kolarz \| Kolarz \| Państwo \| Drużyna \| Czas \| \| ---------------------- \| ---------------------- \| ---------------------- \| -------------------------- \| ---------------------- \| \| 1. \| Isaac Del Toro \| Meksyk \| UAE Team Emirates XRG \| 42h 43' 28" \| \| 2. \| Juan Ayuso \| Hiszpania \| UAE Team Emirates XRG \| + 33" \| \| 3. \| Antonio Tiberi \| Włochy \| Bahrain Victorious \| + 1' 09" \| \| 4. \| Richard Carapaz \| Ekwador \| EF Education-EasyPost \| + 1' 09" \| \| 5. \| Simon Yates \| Wielka Brytania \| Team Visma \\| Lease a Bike \| + 1' 11" \| \| 6. \| Primož Roglič \| Słowenia \| Red Bull-Bora-Hansgrohe \| + 1' 26" \| \| 7. \| Derek Gee \| Kanada \| Israel-Premier Tech \| + 1' 56" \| \| 8. \| Giulio Ciccone \| Włochy \| Lidl-Trek \| + 2' 11" \| \| 9. \| Brandon McNulty \| Stany Zjednoczone \| UAE Team Emirates XRG \| + 2' 18" \| \| 10. \| Damiano Caruso \| Włochy \| Bahrain Victorious \| + 2' 26" \| |                 |                   |                            |             |
| |                 |                   |                            |             |
| Źródło: ProCyclingStats |                 |                   |                            |             |
| Klasyfikacja generalna |                 |                   |                            |             |
| Kolarz | Kolarz          | Państwo           | Drużyna                    | Czas        |
| 1. | Isaac Del Toro  | Meksyk            | UAE Team Emirates XRG      | 42h 43' 28" |
| 2. | Juan Ayuso      | Hiszpania         | UAE Team Emirates XRG      | + 33"       |
| 3. | Antonio Tiberi  | Włochy            | Bahrain Victorious         | + 1' 09"    |
| 4. | Richard Carapaz | Ekwador           | EF Education-EasyPost      | + 1' 09"    |
| 5. | Simon Yates     | Wielka Brytania   | Team Visma \| Lease a Bike | + 1' 11"    |
| 6. | Primož Roglič   | Słowenia          | Red Bull-Bora-Hansgrohe    | + 1' 26"    |
| 7. | Derek Gee       | Kanada            | Israel-Premier Tech        | + 1' 56"    |
| 8. | Giulio Ciccone  | Włochy            | Lidl-Trek                  | + 2' 11"    |
| 9. | Brandon McNulty | Stany Zjednoczone | UAE Team Emirates XRG      | + 2' 18"    |
| 10. | Damiano Caruso  | Włochy            | Bahrain Victorious         | + 2' 26"    |

### Etap 13
| Rovigo - Vicenza | pagórkowaty | (180 km) |

| \| Klasyfikacja etapu \| Klasyfikacja etapu \| Klasyfikacja etapu \| Klasyfikacja etapu \| Klasyfikacja etapu \| \| Kolarz \| Kolarz \| Państwo \| Drużyna \| Czas \| \| ------------------ \| ------------------ \| ------------------ \| -------------------------- \| ------------------ \| \| 1. \| Mads Pedersen \| Dania \| Lidl-Trek \| 3h 50' 24" \| \| 2. \| Wout van Aert \| Belgia \| Team Visma \\| Lease a Bike \| + 0" \| \| 3. \| Isaac Del Toro \| Meksyk \| UAE Team Emirates XRG \| + 2" \| \| 4. \| Rémy Rochas \| Francja \| Groupama-FDJ \| + 5" \| \| 5. \| Dorian Godon \| Francja \| Decathlon-AG2R La Mondiale \| + 5" \| \| 6. \| Primož Roglič \| Słowenia \| Red Bull-Bora-Hansgrohe \| + 5" \| \| 7. \| Antonio Tiberi \| Włochy \| Bahrain Victorious \| + 5" \| \| 8. \| Derek Gee \| Kanada \| Israel-Premier Tech \| + 5" \| \| 9. \| Orluis Aular \| Wenezuela \| Movistar Team \| + 5" \| \| 10. \| Egan Bernal \| Kolumbia \| Ineos Grenadiers \| + 5" \| |                |           |                            |            |
| |                |           |                            |            |
| Źródło: ProCyclingStats |                |           |                            |            |
| Klasyfikacja etapu |                |           |                            |            |
| Kolarz | Kolarz         | Państwo   | Drużyna                    | Czas       |
| 1. | Mads Pedersen  | Dania     | Lidl-Trek                  | 3h 50' 24" |
| 2. | Wout van Aert  | Belgia    | Team Visma \| Lease a Bike | + 0"       |
| 3. | Isaac Del Toro | Meksyk    | UAE Team Emirates XRG      | + 2"       |
| 4. | Rémy Rochas    | Francja   | Groupama-FDJ               | + 5"       |
| 5. | Dorian Godon   | Francja   | Decathlon-AG2R La Mondiale | + 5"       |
| 6. | Primož Roglič  | Słowenia  | Red Bull-Bora-Hansgrohe    | + 5"       |
| 7. | Antonio Tiberi | Włochy    | Bahrain Victorious         | + 5"       |
| 8. | Derek Gee      | Kanada    | Israel-Premier Tech        | + 5"       |
| 9. | Orluis Aular   | Wenezuela | Movistar Team              | + 5"       |
| 10. | Egan Bernal    | Kolumbia  | Ineos Grenadiers           | + 5"       |

| \| Klasyfikacja generalna \| Klasyfikacja generalna \| Klasyfikacja generalna \| Klasyfikacja generalna \| Klasyfikacja generalna \| \| Kolarz \| Kolarz \| Państwo \| Drużyna \| Czas \| \| ---------------------- \| ---------------------- \| ---------------------- \| -------------------------- \| ---------------------- \| \| 1. \| Isaac Del Toro \| Meksyk \| UAE Team Emirates XRG \| 42h 32' 59" \| \| 2. \| Juan Ayuso \| Hiszpania \| UAE Team Emirates XRG \| + 38" \| \| 3. \| Antonio Tiberi \| Włochy \| Bahrain Victorious \| + 1' 18" \| \| 4. \| Simon Yates \| Wielka Brytania \| Team Visma \\| Lease a Bike \| + 1' 20" \| \| 5. \| Primož Roglič \| Słowenia \| Red Bull-Bora-Hansgrohe \| + 1' 35" \| \| 6. \| Richard Carapaz \| Ekwador \| EF Education-EasyPost \| + 2' 07" \| \| 7. \| Giulio Ciccone \| Włochy \| Lidl-Trek \| + 2' 20" \| \| 8. \| Brandon McNulty \| Stany Zjednoczone \| UAE Team Emirates XRG \| + 2' 40" \| \| 9. \| Egan Bernal \| Kolumbia \| Ineos Grenadiers \| + 2' 50" \| \| 10. \| Derek Gee \| Kanada \| Israel-Premier Tech \| + 2' 54" \| |                 |                   |                            |             |
| |                 |                   |                            |             |
| Źródło: ProCyclingStats |                 |                   |                            |             |
| Klasyfikacja generalna |                 |                   |                            |             |
| Kolarz | Kolarz          | Państwo           | Drużyna                    | Czas        |
| 1. | Isaac Del Toro  | Meksyk            | UAE Team Emirates XRG      | 42h 32' 59" |
| 2. | Juan Ayuso      | Hiszpania         | UAE Team Emirates XRG      | + 38"       |
| 3. | Antonio Tiberi  | Włochy            | Bahrain Victorious         | + 1' 18"    |
| 4. | Simon Yates     | Wielka Brytania   | Team Visma \| Lease a Bike | + 1' 20"    |
| 5. | Primož Roglič   | Słowenia          | Red Bull-Bora-Hansgrohe    | + 1' 35"    |
| 6. | Richard Carapaz | Ekwador           | EF Education-EasyPost      | + 2' 07"    |
| 7. | Giulio Ciccone  | Włochy            | Lidl-Trek                  | + 2' 20"    |
| 8. | Brandon McNulty | Stany Zjednoczone | UAE Team Emirates XRG      | + 2' 40"    |
| 9. | Egan Bernal     | Kolumbia          | Ineos Grenadiers           | + 2' 50"    |
| 10. | Derek Gee       | Kanada            | Israel-Premier Tech        | + 2' 54"    |

### Etap 14
| Treviso - Nova Gorica | płaski | (195 km) |

| \| Klasyfikacja etapu \| Klasyfikacja etapu \| Klasyfikacja etapu \| Klasyfikacja etapu \| Klasyfikacja etapu \| \| Kolarz \| Kolarz \| Państwo \| Drużyna \| Czas \| \| ------------------ \| --------------------- \| ------------------ \| -------------------------- \| ------------------ \| \| 1. \| Kasper Asgreen \| Dania \| EF Education-EasyPost \| 4h 04' 40" \| \| 2. \| Kaden Groves \| Australia \| Alpecin-Deceuninck \| + 16" \| \| 3. \| Olav Kooij \| Holandia \| Team Visma \\| Lease a Bike \| + 16" \| \| 4. \| Orluis Aular \| Wenezuela \| Movistar Team \| + 16" \| \| 5. \| Stefano Oldani \| Włochy \| Cofidis \| + 16" \| \| 6. \| Mirco Maestri \| Włochy \| Team Polti VisitMalta \| + 16" \| \| 7. \| Derek Gee \| Kanada \| Israel-Premier Tech \| + 16" \| \| 8. \| Thomas Pidcock \| Wielka Brytania \| Q36.5 Pro Cycling Team \| + 16" \| \| 9. \| Richard Carapaz \| Ekwador \| EF Education-EasyPost \| + 16" \| \| 10. \| Mikkel Frølich Honoré \| Dania \| EF Education-EasyPost \| + 16" \| |                       |                 |                            |            |
| |                       |                 |                            |            |
| Źródło: ProCyclingStats |                       |                 |                            |            |
| Klasyfikacja etapu |                       |                 |                            |            |
| Kolarz | Kolarz                | Państwo         | Drużyna                    | Czas       |
| 1. | Kasper Asgreen        | Dania           | EF Education-EasyPost      | 4h 04' 40" |
| 2. | Kaden Groves          | Australia       | Alpecin-Deceuninck         | + 16"      |
| 3. | Olav Kooij            | Holandia        | Team Visma \| Lease a Bike | + 16"      |
| 4. | Orluis Aular          | Wenezuela       | Movistar Team              | + 16"      |
| 5. | Stefano Oldani        | Włochy          | Cofidis                    | + 16"      |
| 6. | Mirco Maestri         | Włochy          | Team Polti VisitMalta      | + 16"      |
| 7. | Derek Gee             | Kanada          | Israel-Premier Tech        | + 16"      |
| 8. | Thomas Pidcock        | Wielka Brytania | Q36.5 Pro Cycling Team     | + 16"      |
| 9. | Richard Carapaz       | Ekwador         | EF Education-EasyPost      | + 16"      |
| 10. | Mikkel Frølich Honoré | Dania           | EF Education-EasyPost      | + 16"      |

| \| Klasyfikacja generalna \| Klasyfikacja generalna \| Klasyfikacja generalna \| Klasyfikacja generalna \| Klasyfikacja generalna \| \| Kolarz \| Kolarz \| Państwo \| Drużyna \| Czas \| \| ---------------------- \| ---------------------- \| ---------------------- \| -------------------------- \| ---------------------- \| \| 1. \| Isaac Del Toro \| Meksyk \| UAE Team Emirates XRG \| 50h 37' 55" \| \| 2. \| Simon Yates \| Wielka Brytania \| Team Visma \\| Lease a Bike \| + 1' 20" \| \| 3. \| Juan Ayuso \| Hiszpania \| UAE Team Emirates XRG \| + 1' 26" \| \| 4. \| Richard Carapaz \| Ekwador \| EF Education-EasyPost \| + 2' 07" \| \| 5. \| Primož Roglič \| Słowenia \| Red Bull-Bora-Hansgrohe \| + 2' 23" \| \| 6. \| Derek Gee \| Kanada \| Israel-Premier Tech \| + 2' 54" \| \| 7. \| Damiano Caruso \| Włochy \| Bahrain Victorious \| + 2' 55" \| \| 8. \| Antonio Tiberi \| Włochy \| Bahrain Victorious \| + 3' 02" \| \| 9. \| Egan Bernal \| Kolumbia \| Ineos Grenadiers \| + 3' 38" \| \| 10. \| Thymen Arensman \| Holandia \| Ineos Grenadiers \| + 3' 45" \| |                 |                 |                            |             |
| |                 |                 |                            |             |
| Źródło: ProCyclingStats |                 |                 |                            |             |
| Klasyfikacja generalna |                 |                 |                            |             |
| Kolarz | Kolarz          | Państwo         | Drużyna                    | Czas        |
| 1. | Isaac Del Toro  | Meksyk          | UAE Team Emirates XRG      | 50h 37' 55" |
| 2. | Simon Yates     | Wielka Brytania | Team Visma \| Lease a Bike | + 1' 20"    |
| 3. | Juan Ayuso      | Hiszpania       | UAE Team Emirates XRG      | + 1' 26"    |
| 4. | Richard Carapaz | Ekwador         | EF Education-EasyPost      | + 2' 07"    |
| 5. | Primož Roglič   | Słowenia        | Red Bull-Bora-Hansgrohe    | + 2' 23"    |
| 6. | Derek Gee       | Kanada          | Israel-Premier Tech        | + 2' 54"    |
| 7. | Damiano Caruso  | Włochy          | Bahrain Victorious         | + 2' 55"    |
| 8. | Antonio Tiberi  | Włochy          | Bahrain Victorious         | + 3' 02"    |
| 9. | Egan Bernal     | Kolumbia        | Ineos Grenadiers           | + 3' 38"    |
| 10. | Thymen Arensman | Holandia        | Ineos Grenadiers           | + 3' 45"    |

### Etap 15
| Fiume Veneto - Asiago | górski | (219 km) |

| \| Klasyfikacja etapu \| Klasyfikacja etapu \| Klasyfikacja etapu \| Klasyfikacja etapu \| Klasyfikacja etapu \| \| Kolarz \| Kolarz \| Państwo \| Drużyna \| Czas \| \| ------------------ \| ------------------ \| ------------------ \| ----------------------------- \| ------------------ \| \| 1. \| Carlos Verona \| Hiszpania \| Lidl-Trek \| 5h 15' 41" \| \| 2. \| Florian Stork \| Niemcy \| Tudor Pro Cycling Team \| + 22" \| \| 3. \| Christian Scaroni \| Włochy \| XDS Astana Team \| + 23" \| \| 4. \| Romain Bardet \| Francja \| Team Picnic-PostNL \| + 23" \| \| 5. \| Nicolas Prodhomme \| Francja \| Decathlon-AG2R La Mondiale \| + 23" \| \| 6. \| Filippo Zana \| Włochy \| Team Jayco AlUla \| + 23" \| \| 7. \| Gianmarco Garofoli \| Włochy \| Soudal Quick-Step \| + 26" \| \| 8. \| Filippo Fiorelli \| Włochy \| VF Group-Bardiani CSF-Faizanè \| + 29" \| \| 9. \| Damiano Caruso \| Włochy \| Bahrain Victorious \| + 29" \| \| 10. \| Max Poole \| Wielka Brytania \| Team Picnic-PostNL \| + 29" \| |                    |                 |                               |            |
| |                    |                 |                               |            |
| Źródło: ProCyclingStats |                    |                 |                               |            |
| Klasyfikacja etapu |                    |                 |                               |            |
| Kolarz | Kolarz             | Państwo         | Drużyna                       | Czas       |
| 1. | Carlos Verona      | Hiszpania       | Lidl-Trek                     | 5h 15' 41" |
| 2. | Florian Stork      | Niemcy          | Tudor Pro Cycling Team        | + 22"      |
| 3. | Christian Scaroni  | Włochy          | XDS Astana Team               | + 23"      |
| 4. | Romain Bardet      | Francja         | Team Picnic-PostNL            | + 23"      |
| 5. | Nicolas Prodhomme  | Francja         | Decathlon-AG2R La Mondiale    | + 23"      |
| 6. | Filippo Zana       | Włochy          | Team Jayco AlUla              | + 23"      |
| 7. | Gianmarco Garofoli | Włochy          | Soudal Quick-Step             | + 26"      |
| 8. | Filippo Fiorelli   | Włochy          | VF Group-Bardiani CSF-Faizanè | + 29"      |
| 9. | Damiano Caruso     | Włochy          | Bahrain Victorious            | + 29"      |
| 10. | Max Poole          | Wielka Brytania | Team Picnic-PostNL            | + 29"      |

| \| Klasyfikacja generalna \| Klasyfikacja generalna \| Klasyfikacja generalna \| Klasyfikacja generalna \| Klasyfikacja generalna \| \| Kolarz \| Kolarz \| Państwo \| Drużyna \| Czas \| \| ---------------------- \| ---------------------- \| ---------------------- \| -------------------------- \| ---------------------- \| \| 1. \| Isaac Del Toro \| Meksyk \| UAE Team Emirates XRG \| 55h 54' 04" \| \| 2. \| Simon Yates \| Wielka Brytania \| Team Visma \\| Lease a Bike \| + 1' 20" \| \| 3. \| Juan Ayuso \| Hiszpania \| UAE Team Emirates XRG \| + 1' 26" \| \| 4. \| Richard Carapaz \| Ekwador \| EF Education-EasyPost \| + 2' 07" \| \| 5. \| Derek Gee \| Kanada \| Israel-Premier Tech \| + 2' 54" \| \| 6. \| Damiano Caruso \| Włochy \| Bahrain Victorious \| + 2' 55" \| \| 7. \| Antonio Tiberi \| Włochy \| Bahrain Victorious \| + 3' 02" \| \| 8. \| Egan Bernal \| Kolumbia \| Ineos Grenadiers \| + 3' 38" \| \| 9. \| Thymen Arensman \| Holandia \| Ineos Grenadiers \| + 3' 45" \| \| 10. \| Primož Roglič \| Słowenia \| Red Bull-Bora-Hansgrohe \| + 3' 53" \| |                 |                 |                            |             |
| |                 |                 |                            |             |
| Źródło: ProCyclingStats |                 |                 |                            |             |
| Klasyfikacja generalna |                 |                 |                            |             |
| Kolarz | Kolarz          | Państwo         | Drużyna                    | Czas        |
| 1. | Isaac Del Toro  | Meksyk          | UAE Team Emirates XRG      | 55h 54' 04" |
| 2. | Simon Yates     | Wielka Brytania | Team Visma \| Lease a Bike | + 1' 20"    |
| 3. | Juan Ayuso      | Hiszpania       | UAE Team Emirates XRG      | + 1' 26"    |
| 4. | Richard Carapaz | Ekwador         | EF Education-EasyPost      | + 2' 07"    |
| 5. | Derek Gee       | Kanada          | Israel-Premier Tech        | + 2' 54"    |
| 6. | Damiano Caruso  | Włochy          | Bahrain Victorious         | + 2' 55"    |
| 7. | Antonio Tiberi  | Włochy          | Bahrain Victorious         | + 3' 02"    |
| 8. | Egan Bernal     | Kolumbia        | Ineos Grenadiers           | + 3' 38"    |
| 9. | Thymen Arensman | Holandia        | Ineos Grenadiers           | + 3' 45"    |
| 10. | Primož Roglič   | Słowenia        | Red Bull-Bora-Hansgrohe    | + 3' 53"    |

### Etap 16
| Piazzola sul Brenta - San Valentino | górski | (203 km) |

| \| Klasyfikacja etapu \| Klasyfikacja etapu \| Klasyfikacja etapu \| Klasyfikacja etapu \| Klasyfikacja etapu \| \| Kolarz \| Kolarz \| Państwo \| Drużyna \| Czas \| \| ------------------ \| ------------------------ \| ------------------ \| -------------------------- \| ------------------ \| \| 1. \| Christian Scaroni \| Włochy \| XDS Astana Team \| 5h 35' 05" \| \| 2. \| Lorenzo Fortunato \| Włochy \| XDS Astana Team \| + 0" \| \| 3. \| Giulio Pellizzari \| Włochy \| Red Bull-Bora-Hansgrohe \| + 55" \| \| 4. \| Richard Carapaz \| Ekwador \| EF Education-EasyPost \| + 1' 10" \| \| 5. \| Derek Gee \| Kanada \| Israel-Premier Tech \| + 1' 23" \| \| 6. \| Jefferson Alveiro Cepeda \| Ekwador \| Movistar Team \| + 1' 43" \| \| 7. \| Michael Storer \| Australia \| Tudor Pro Cycling Team \| + 1' 52" \| \| 8. \| Simon Yates \| Wielka Brytania \| Team Visma \\| Lease a Bike \| + 1' 52" \| \| 9. \| Gijs Leemreize \| Holandia \| Team Picnic-PostNL \| + 2' 19" \| \| 10. \| Yannis Voisard \| Szwajcaria \| Tudor Pro Cycling Team \| + 2' 31" \| |                          |                 |                            |            |
| |                          |                 |                            |            |
| Źródło: ProCyclingStats |                          |                 |                            |            |
| Klasyfikacja etapu |                          |                 |                            |            |
| Kolarz | Kolarz                   | Państwo         | Drużyna                    | Czas       |
| 1. | Christian Scaroni        | Włochy          | XDS Astana Team            | 5h 35' 05" |
| 2. | Lorenzo Fortunato        | Włochy          | XDS Astana Team            | + 0"       |
| 3. | Giulio Pellizzari        | Włochy          | Red Bull-Bora-Hansgrohe    | + 55"      |
| 4. | Richard Carapaz          | Ekwador         | EF Education-EasyPost      | + 1' 10"   |
| 5. | Derek Gee                | Kanada          | Israel-Premier Tech        | + 1' 23"   |
| 6. | Jefferson Alveiro Cepeda | Ekwador         | Movistar Team              | + 1' 43"   |
| 7. | Michael Storer           | Australia       | Tudor Pro Cycling Team     | + 1' 52"   |
| 8. | Simon Yates              | Wielka Brytania | Team Visma \| Lease a Bike | + 1' 52"   |
| 9. | Gijs Leemreize           | Holandia        | Team Picnic-PostNL         | + 2' 19"   |
| 10. | Yannis Voisard           | Szwajcaria      | Tudor Pro Cycling Team     | + 2' 31"   |

| \| Klasyfikacja generalna \| Klasyfikacja generalna \| Klasyfikacja generalna \| Klasyfikacja generalna \| Klasyfikacja generalna \| \| Kolarz \| Kolarz \| Państwo \| Drużyna \| Czas \| \| ---------------------- \| ---------------------- \| ---------------------- \| -------------------------- \| ---------------------- \| \| 1. \| Isaac Del Toro \| Meksyk \| UAE Team Emirates XRG \| 61h 31' 56" \| \| 2. \| Simon Yates \| Wielka Brytania \| Team Visma \\| Lease a Bike \| + 26" \| \| 3. \| Richard Carapaz \| Ekwador \| EF Education-EasyPost \| + 31" \| \| 4. \| Derek Gee \| Kanada \| Israel-Premier Tech \| + 1' 31" \| \| 5. \| Damiano Caruso \| Włochy \| Bahrain Victorious \| + 2' 40" \| \| 6. \| Egan Bernal \| Kolumbia \| Ineos Grenadiers \| + 3' 23" \| \| 7. \| Michael Storer \| Australia \| Tudor Pro Cycling Team \| + 3' 31" \| \| 8. \| Antonio Tiberi \| Włochy \| Bahrain Victorious \| + 4' 07" \| \| 9. \| Giulio Pellizzari \| Włochy \| Red Bull-Bora-Hansgrohe \| + 4' 36" \| \| 10. \| Adam Yates \| Wielka Brytania \| UAE Team Emirates XRG \| + 5' 08" \| |                   |                 |                            |             |
| |                   |                 |                            |             |
| Źródło: ProCyclingStats |                   |                 |                            |             |
| Klasyfikacja generalna |                   |                 |                            |             |
| Kolarz | Kolarz            | Państwo         | Drużyna                    | Czas        |
| 1. | Isaac Del Toro    | Meksyk          | UAE Team Emirates XRG      | 61h 31' 56" |
| 2. | Simon Yates       | Wielka Brytania | Team Visma \| Lease a Bike | + 26"       |
| 3. | Richard Carapaz   | Ekwador         | EF Education-EasyPost      | + 31"       |
| 4. | Derek Gee         | Kanada          | Israel-Premier Tech        | + 1' 31"    |
| 5. | Damiano Caruso    | Włochy          | Bahrain Victorious         | + 2' 40"    |
| 6. | Egan Bernal       | Kolumbia        | Ineos Grenadiers           | + 3' 23"    |
| 7. | Michael Storer    | Australia       | Tudor Pro Cycling Team     | + 3' 31"    |
| 8. | Antonio Tiberi    | Włochy          | Bahrain Victorious         | + 4' 07"    |
| 9. | Giulio Pellizzari | Włochy          | Red Bull-Bora-Hansgrohe    | + 4' 36"    |
| 10. | Adam Yates        | Wielka Brytania | UAE Team Emirates XRG      | + 5' 08"    |

### Etap 17
| San Michele all'Adige - Bormio | górski | (155 km) |

| \| Klasyfikacja etapu \| Klasyfikacja etapu \| Klasyfikacja etapu \| Klasyfikacja etapu \| Klasyfikacja etapu \| \| Kolarz \| Kolarz \| Państwo \| Drużyna \| Czas \| \| ------------------ \| ------------------ \| ------------------ \| -------------------------- \| ------------------ \| \| 1. \| Isaac Del Toro \| Meksyk \| UAE Team Emirates XRG \| 3h 58' 48" \| \| 2. \| Romain Bardet \| Francja \| Team Picnic-PostNL \| + 4" \| \| 3. \| Richard Carapaz \| Ekwador \| EF Education-EasyPost \| + 4" \| \| 4. \| Simon Yates \| Wielka Brytania \| Team Visma \\| Lease a Bike \| + 15" \| \| 5. \| Giulio Pellizzari \| Włochy \| Red Bull-Bora-Hansgrohe \| + 16" \| \| 6. \| Derek Gee \| Kanada \| Israel-Premier Tech \| + 16" \| \| 7. \| Damiano Caruso \| Włochy \| Bahrain Victorious \| + 16" \| \| 8. \| Einer Rubio \| Kolumbia \| Movistar Team \| + 16" \| \| 9. \| Max Poole \| Wielka Brytania \| Team Picnic-PostNL \| + 16" \| \| 10. \| Afonso Eulálio \| Portugalia \| Bahrain Victorious \| + 56" \| |                   |                 |                            |            |
| |                   |                 |                            |            |
| Źródło: ProCyclingStats |                   |                 |                            |            |
| Klasyfikacja etapu |                   |                 |                            |            |
| Kolarz | Kolarz            | Państwo         | Drużyna                    | Czas       |
| 1. | Isaac Del Toro    | Meksyk          | UAE Team Emirates XRG      | 3h 58' 48" |
| 2. | Romain Bardet     | Francja         | Team Picnic-PostNL         | + 4"       |
| 3. | Richard Carapaz   | Ekwador         | EF Education-EasyPost      | + 4"       |
| 4. | Simon Yates       | Wielka Brytania | Team Visma \| Lease a Bike | + 15"      |
| 5. | Giulio Pellizzari | Włochy          | Red Bull-Bora-Hansgrohe    | + 16"      |
| 6. | Derek Gee         | Kanada          | Israel-Premier Tech        | + 16"      |
| 7. | Damiano Caruso    | Włochy          | Bahrain Victorious         | + 16"      |
| 8. | Einer Rubio       | Kolumbia        | Movistar Team              | + 16"      |
| 9. | Max Poole         | Wielka Brytania | Team Picnic-PostNL         | + 16"      |
| 10. | Afonso Eulálio    | Portugalia      | Bahrain Victorious         | + 56"      |

| \| Klasyfikacja generalna \| Klasyfikacja generalna \| Klasyfikacja generalna \| Klasyfikacja generalna \| Klasyfikacja generalna \| \| Kolarz \| Kolarz \| Państwo \| Drużyna \| Czas \| \| ---------------------- \| ---------------------- \| ---------------------- \| -------------------------- \| ---------------------- \| \| 1. \| Isaac Del Toro \| Meksyk \| UAE Team Emirates XRG \| 65h 30' 34" \| \| 2. \| Richard Carapaz \| Ekwador \| EF Education-EasyPost \| + 41" \| \| 3. \| Simon Yates \| Wielka Brytania \| Team Visma \\| Lease a Bike \| + 51" \| \| 4. \| Derek Gee \| Kanada \| Israel-Premier Tech \| + 1' 57" \| \| 5. \| Damiano Caruso \| Włochy \| Bahrain Victorious \| + 3' 06" \| \| 6. \| Egan Bernal \| Kolumbia \| Ineos Grenadiers \| + 4' 43" \| \| 7. \| Giulio Pellizzari \| Włochy \| Red Bull-Bora-Hansgrohe \| + 5' 02" \| \| 8. \| Einer Rubio \| Kolumbia \| Movistar Team \| + 6' 09" \| \| 9. \| Adam Yates \| Wielka Brytania \| UAE Team Emirates XRG \| + 7' 45" \| \| 10. \| Michael Storer \| Australia \| Tudor Pro Cycling Team \| + 7' 46" \| |                   |                 |                            |             |
| |                   |                 |                            |             |
| Źródło: ProCyclingStats |                   |                 |                            |             |
| Klasyfikacja generalna |                   |                 |                            |             |
| Kolarz | Kolarz            | Państwo         | Drużyna                    | Czas        |
| 1. | Isaac Del Toro    | Meksyk          | UAE Team Emirates XRG      | 65h 30' 34" |
| 2. | Richard Carapaz   | Ekwador         | EF Education-EasyPost      | + 41"       |
| 3. | Simon Yates       | Wielka Brytania | Team Visma \| Lease a Bike | + 51"       |
| 4. | Derek Gee         | Kanada          | Israel-Premier Tech        | + 1' 57"    |
| 5. | Damiano Caruso    | Włochy          | Bahrain Victorious         | + 3' 06"    |
| 6. | Egan Bernal       | Kolumbia        | Ineos Grenadiers           | + 4' 43"    |
| 7. | Giulio Pellizzari | Włochy          | Red Bull-Bora-Hansgrohe    | + 5' 02"    |
| 8. | Einer Rubio       | Kolumbia        | Movistar Team              | + 6' 09"    |
| 9. | Adam Yates        | Wielka Brytania | UAE Team Emirates XRG      | + 7' 45"    |
| 10. | Michael Storer    | Australia       | Tudor Pro Cycling Team     | + 7' 46"    |

### Etap 18
| Morbegno - Cesano Maderno | pagórkowaty | (144 km) |

| \| Klasyfikacja etapu \| Klasyfikacja etapu \| Klasyfikacja etapu \| Klasyfikacja etapu \| Klasyfikacja etapu \| \| Kolarz \| Kolarz \| Państwo \| Drużyna \| Czas \| \| ------------------ \| ------------------- \| ------------------ \| ----------------------------- \| ------------------ \| \| 1. \| Nico Denz \| Niemcy \| Red Bull-Bora-Hansgrohe \| 3h 12' 07" \| \| 2. \| Mirco Maestri \| Włochy \| Team Polti VisitMalta \| + 1' 01" \| \| 3. \| Edward Planckaert \| Belgia \| Alpecin-Deceuninck \| + 1' 01" \| \| 4. \| Filippo Magli \| Włochy \| VF Group-Bardiani CSF-Faizanè \| + 1' 01" \| \| 5. \| Alexander Edmondson \| Australia \| Team Picnic-PostNL \| + 1' 01" \| \| 6. \| Dries De Bondt \| Belgia \| Decathlon-AG2R La Mondiale \| + 1' 01" \| \| 7. \| Daan Hoole \| Holandia \| Lidl-Trek \| + 1' 01" \| \| 8. \| Davide De Pretto \| Włochy \| Team Jayco AlUla \| + 1' 01" \| \| 9. \| Nicola Conci \| Włochy \| XDS Astana Team \| + 1' 01" \| \| 10. \| Larry Warbasse \| Stany Zjednoczone \| Tudor Pro Cycling Team \| + 1' 01" \| |                     |                   |                               |            |
| |                     |                   |                               |            |
| Źródło: ProCyclingStats |                     |                   |                               |            |
| Klasyfikacja etapu |                     |                   |                               |            |
| Kolarz | Kolarz              | Państwo           | Drużyna                       | Czas       |
| 1. | Nico Denz           | Niemcy            | Red Bull-Bora-Hansgrohe       | 3h 12' 07" |
| 2. | Mirco Maestri       | Włochy            | Team Polti VisitMalta         | + 1' 01"   |
| 3. | Edward Planckaert   | Belgia            | Alpecin-Deceuninck            | + 1' 01"   |
| 4. | Filippo Magli       | Włochy            | VF Group-Bardiani CSF-Faizanè | + 1' 01"   |
| 5. | Alexander Edmondson | Australia         | Team Picnic-PostNL            | + 1' 01"   |
| 6. | Dries De Bondt      | Belgia            | Decathlon-AG2R La Mondiale    | + 1' 01"   |
| 7. | Daan Hoole          | Holandia          | Lidl-Trek                     | + 1' 01"   |
| 8. | Davide De Pretto    | Włochy            | Team Jayco AlUla              | + 1' 01"   |
| 9. | Nicola Conci        | Włochy            | XDS Astana Team               | + 1' 01"   |
| 10. | Larry Warbasse      | Stany Zjednoczone | Tudor Pro Cycling Team        | + 1' 01"   |

| \| Klasyfikacja generalna \| Klasyfikacja generalna \| Klasyfikacja generalna \| Klasyfikacja generalna \| Klasyfikacja generalna \| \| Kolarz \| Kolarz \| Państwo \| Drużyna \| Czas \| \| ---------------------- \| ---------------------- \| ---------------------- \| -------------------------- \| ---------------------- \| \| 1. \| Isaac Del Toro \| Meksyk \| UAE Team Emirates XRG \| 68h 56' 32" \| \| 2. \| Richard Carapaz \| Ekwador \| EF Education-EasyPost \| + 41" \| \| 3. \| Simon Yates \| Wielka Brytania \| Team Visma \\| Lease a Bike \| + 51" \| \| 4. \| Derek Gee \| Kanada \| Israel-Premier Tech \| + 1' 57" \| \| 5. \| Damiano Caruso \| Włochy \| Bahrain Victorious \| + 3' 06" \| \| 6. \| Egan Bernal \| Kolumbia \| Ineos Grenadiers \| + 4' 43" \| \| 7. \| Giulio Pellizzari \| Włochy \| Red Bull-Bora-Hansgrohe \| + 5' 02" \| \| 8. \| Einer Rubio \| Kolumbia \| Movistar Team \| + 6' 09" \| \| 9. \| Adam Yates \| Wielka Brytania \| UAE Team Emirates XRG \| + 7' 45" \| \| 10. \| Michael Storer \| Australia \| Tudor Pro Cycling Team \| + 7' 46" \| |                   |                 |                            |             |
| |                   |                 |                            |             |
| Źródło: ProCyclingStats |                   |                 |                            |             |
| Klasyfikacja generalna |                   |                 |                            |             |
| Kolarz | Kolarz            | Państwo         | Drużyna                    | Czas        |
| 1. | Isaac Del Toro    | Meksyk          | UAE Team Emirates XRG      | 68h 56' 32" |
| 2. | Richard Carapaz   | Ekwador         | EF Education-EasyPost      | + 41"       |
| 3. | Simon Yates       | Wielka Brytania | Team Visma \| Lease a Bike | + 51"       |
| 4. | Derek Gee         | Kanada          | Israel-Premier Tech        | + 1' 57"    |
| 5. | Damiano Caruso    | Włochy          | Bahrain Victorious         | + 3' 06"    |
| 6. | Egan Bernal       | Kolumbia        | Ineos Grenadiers           | + 4' 43"    |
| 7. | Giulio Pellizzari | Włochy          | Red Bull-Bora-Hansgrohe    | + 5' 02"    |
| 8. | Einer Rubio       | Kolumbia        | Movistar Team              | + 6' 09"    |
| 9. | Adam Yates        | Wielka Brytania | UAE Team Emirates XRG      | + 7' 45"    |
| 10. | Michael Storer    | Australia       | Tudor Pro Cycling Team     | + 7' 46"    |

### Etap 19
| Biella - Champoluc | górski | (166 km) |

| \| Klasyfikacja etapu \| Klasyfikacja etapu \| Klasyfikacja etapu \| Klasyfikacja etapu \| Klasyfikacja etapu \| \| Kolarz \| Kolarz \| Państwo \| Drużyna \| Czas \| \| ------------------ \| ------------------ \| ------------------ \| -------------------------- \| ------------------ \| \| 1. \| Nicolas Prodhomme \| Francja \| Decathlon-AG2R La Mondiale \| 4h 50' 35" \| \| 2. \| Isaac Del Toro \| Meksyk \| UAE Team Emirates XRG \| + 58" \| \| 3. \| Richard Carapaz \| Ekwador \| EF Education-EasyPost \| + 58" \| \| 4. \| Damiano Caruso \| Włochy \| Bahrain Victorious \| + 1' 22" \| \| 5. \| Brandon McNulty \| Stany Zjednoczone \| UAE Team Emirates XRG \| + 1' 22" \| \| 6. \| Egan Bernal \| Kolumbia \| Ineos Grenadiers \| + 1' 22" \| \| 7. \| Simon Yates \| Wielka Brytania \| Team Visma \\| Lease a Bike \| + 1' 22" \| \| 8. \| Rafał Majka \| Polska \| UAE Team Emirates XRG \| + 1' 22" \| \| 9. \| Antonio Tiberi \| Włochy \| Bahrain Victorious \| + 1' 22" \| \| 10. \| Einer Rubio \| Kolumbia \| Movistar Team \| + 1' 22" \| |                   |                   |                            |            |
| |                   |                   |                            |            |
| Źródło: ProCyclingStats |                   |                   |                            |            |
| Klasyfikacja etapu |                   |                   |                            |            |
| Kolarz | Kolarz            | Państwo           | Drużyna                    | Czas       |
| 1. | Nicolas Prodhomme | Francja           | Decathlon-AG2R La Mondiale | 4h 50' 35" |
| 2. | Isaac Del Toro    | Meksyk            | UAE Team Emirates XRG      | + 58"      |
| 3. | Richard Carapaz   | Ekwador           | EF Education-EasyPost      | + 58"      |
| 4. | Damiano Caruso    | Włochy            | Bahrain Victorious         | + 1' 22"   |
| 5. | Brandon McNulty   | Stany Zjednoczone | UAE Team Emirates XRG      | + 1' 22"   |
| 6. | Egan Bernal       | Kolumbia          | Ineos Grenadiers           | + 1' 22"   |
| 7. | Simon Yates       | Wielka Brytania   | Team Visma \| Lease a Bike | + 1' 22"   |
| 8. | Rafał Majka       | Polska            | UAE Team Emirates XRG      | + 1' 22"   |
| 9. | Antonio Tiberi    | Włochy            | Bahrain Victorious         | + 1' 22"   |
| 10. | Einer Rubio       | Kolumbia          | Movistar Team              | + 1' 22"   |

| \| Klasyfikacja generalna \| Klasyfikacja generalna \| Klasyfikacja generalna \| Klasyfikacja generalna \| Klasyfikacja generalna \| \| Kolarz \| Kolarz \| Państwo \| Drużyna \| Czas \| \| ---------------------- \| ---------------------- \| ---------------------- \| -------------------------- \| ---------------------- \| \| 1. \| Isaac Del Toro \| Meksyk \| UAE Team Emirates XRG \| 73h 47' 59" \| \| 2. \| Richard Carapaz \| Ekwador \| EF Education-EasyPost \| + 43" \| \| 3. \| Simon Yates \| Wielka Brytania \| Team Visma \\| Lease a Bike \| + 1' 21" \| \| 4. \| Derek Gee \| Kanada \| Israel-Premier Tech \| + 2' 27" \| \| 5. \| Damiano Caruso \| Włochy \| Bahrain Victorious \| + 3' 36" \| \| 6. \| Egan Bernal \| Kolumbia \| Ineos Grenadiers \| + 5' 13" \| \| 7. \| Giulio Pellizzari \| Włochy \| Red Bull-Bora-Hansgrohe \| + 5' 32" \| \| 8. \| Einer Rubio \| Kolumbia \| Movistar Team \| + 6' 39" \| \| 9. \| Michael Storer \| Australia \| Tudor Pro Cycling Team \| + 9' 11" \| \| 10. \| Brandon McNulty \| Stany Zjednoczone \| UAE Team Emirates XRG \| + 9' 33" \| |                   |                   |                            |             |
| |                   |                   |                            |             |
| Źródło: ProCyclingStats |                   |                   |                            |             |
| Klasyfikacja generalna |                   |                   |                            |             |
| Kolarz | Kolarz            | Państwo           | Drużyna                    | Czas        |
| 1. | Isaac Del Toro    | Meksyk            | UAE Team Emirates XRG      | 73h 47' 59" |
| 2. | Richard Carapaz   | Ekwador           | EF Education-EasyPost      | + 43"       |
| 3. | Simon Yates       | Wielka Brytania   | Team Visma \| Lease a Bike | + 1' 21"    |
| 4. | Derek Gee         | Kanada            | Israel-Premier Tech        | + 2' 27"    |
| 5. | Damiano Caruso    | Włochy            | Bahrain Victorious         | + 3' 36"    |
| 6. | Egan Bernal       | Kolumbia          | Ineos Grenadiers           | + 5' 13"    |
| 7. | Giulio Pellizzari | Włochy            | Red Bull-Bora-Hansgrohe    | + 5' 32"    |
| 8. | Einer Rubio       | Kolumbia          | Movistar Team              | + 6' 39"    |
| 9. | Michael Storer    | Australia         | Tudor Pro Cycling Team     | + 9' 11"    |
| 10. | Brandon McNulty   | Stany Zjednoczone | UAE Team Emirates XRG      | + 9' 33"    |

### Etap 20
| Verrès - Sestriere | górski | (205 km) |

| \| Klasyfikacja etapu \| Klasyfikacja etapu \| Klasyfikacja etapu \| Klasyfikacja etapu \| Klasyfikacja etapu \| \| Kolarz \| Kolarz \| Państwo \| Drużyna \| Czas \| \| ------------------ \| ------------------ \| ------------------ \| ----------------------------- \| ------------------ \| \| 1. \| Chris Harper \| Australia \| Team Jayco AlUla \| 5h 27' 29" \| \| 2. \| Alessandro Verre \| Włochy \| Arkéa-B&B Hotels \| + 1' 49" \| \| 3. \| Simon Yates \| Wielka Brytania \| Team Visma \\| Lease a Bike \| + 1' 57" \| \| 4. \| Gianmarco Garofoli \| Włochy \| Soudal Quick-Step \| + 3' 52" \| \| 5. \| Rémy Rochas \| Francja \| Groupama-FDJ \| + 3' 57" \| \| 6. \| Martin Marcellusi \| Włochy \| VF Group-Bardiani CSF-Faizanè \| + 4' 31" \| \| 7. \| Carlos Verona \| Hiszpania \| Lidl-Trek \| + 4' 31" \| \| 8. \| Max Poole \| Wielka Brytania \| Team Picnic-PostNL \| + 6' 45" \| \| 9. \| Isaac Del Toro \| Meksyk \| UAE Team Emirates XRG \| + 7' 10" \| \| 10. \| Giulio Pellizzari \| Włochy \| Red Bull-Bora-Hansgrohe \| + 7' 10" \| |                    |                 |                               |            |
| |                    |                 |                               |            |
| Źródło: ProCyclingStats |                    |                 |                               |            |
| Klasyfikacja etapu |                    |                 |                               |            |
| Kolarz | Kolarz             | Państwo         | Drużyna                       | Czas       |
| 1. | Chris Harper       | Australia       | Team Jayco AlUla              | 5h 27' 29" |
| 2. | Alessandro Verre   | Włochy          | Arkéa-B&B Hotels              | + 1' 49"   |
| 3. | Simon Yates        | Wielka Brytania | Team Visma \| Lease a Bike    | + 1' 57"   |
| 4. | Gianmarco Garofoli | Włochy          | Soudal Quick-Step             | + 3' 52"   |
| 5. | Rémy Rochas        | Francja         | Groupama-FDJ                  | + 3' 57"   |
| 6. | Martin Marcellusi  | Włochy          | VF Group-Bardiani CSF-Faizanè | + 4' 31"   |
| 7. | Carlos Verona      | Hiszpania       | Lidl-Trek                     | + 4' 31"   |
| 8. | Max Poole          | Wielka Brytania | Team Picnic-PostNL            | + 6' 45"   |
| 9. | Isaac Del Toro     | Meksyk          | UAE Team Emirates XRG         | + 7' 10"   |
| 10. | Giulio Pellizzari  | Włochy          | Red Bull-Bora-Hansgrohe       | + 7' 10"   |

| \| Klasyfikacja generalna \| Klasyfikacja generalna \| Klasyfikacja generalna \| Klasyfikacja generalna \| Klasyfikacja generalna \| \| Kolarz \| Kolarz \| Państwo \| Drużyna \| Czas \| \| ---------------------- \| ---------------------- \| ---------------------- \| -------------------------- \| ---------------------- \| \| 1. \| Simon Yates \| Wielka Brytania \| Team Visma \\| Lease a Bike \| 79h 18' 42" \| \| 2. \| Isaac Del Toro \| Meksyk \| UAE Team Emirates XRG \| + 3' 56" \| \| 3. \| Richard Carapaz \| Ekwador \| EF Education-EasyPost \| + 4' 43" \| \| 4. \| Derek Gee \| Kanada \| Israel-Premier Tech \| + 6' 23" \| \| 5. \| Damiano Caruso \| Włochy \| Bahrain Victorious \| + 7' 32" \| \| 6. \| Giulio Pellizzari \| Włochy \| Red Bull-Bora-Hansgrohe \| + 9' 28" \| \| 7. \| Egan Bernal \| Kolumbia \| Ineos Grenadiers \| + 12' 42" \| \| 8. \| Einer Rubio \| Kolumbia \| Movistar Team \| + 13' 05" \| \| 9. \| Brandon McNulty \| Stany Zjednoczone \| UAE Team Emirates XRG \| + 13' 36" \| \| 10. \| Michael Storer \| Australia \| Tudor Pro Cycling Team \| + 14' 27" \| |                   |                   |                            |             |
| |                   |                   |                            |             |
| Źródło: ProCyclingStats |                   |                   |                            |             |
| Klasyfikacja generalna |                   |                   |                            |             |
| Kolarz | Kolarz            | Państwo           | Drużyna                    | Czas        |
| 1. | Simon Yates       | Wielka Brytania   | Team Visma \| Lease a Bike | 79h 18' 42" |
| 2. | Isaac Del Toro    | Meksyk            | UAE Team Emirates XRG      | + 3' 56"    |
| 3. | Richard Carapaz   | Ekwador           | EF Education-EasyPost      | + 4' 43"    |
| 4. | Derek Gee         | Kanada            | Israel-Premier Tech        | + 6' 23"    |
| 5. | Damiano Caruso    | Włochy            | Bahrain Victorious         | + 7' 32"    |
| 6. | Giulio Pellizzari | Włochy            | Red Bull-Bora-Hansgrohe    | + 9' 28"    |
| 7. | Egan Bernal       | Kolumbia          | Ineos Grenadiers           | + 12' 42"   |
| 8. | Einer Rubio       | Kolumbia          | Movistar Team              | + 13' 05"   |
| 9. | Brandon McNulty   | Stany Zjednoczone | UAE Team Emirates XRG      | + 13' 36"   |
| 10. | Michael Storer    | Australia         | Tudor Pro Cycling Team     | + 14' 27"   |

### Etap 21
| Rzym - Rzym | płaski | (143 km) |

| \| Klasyfikacja etapu \| Klasyfikacja etapu \| Klasyfikacja etapu \| Klasyfikacja etapu \| Klasyfikacja etapu \| \| Kolarz \| Kolarz \| Państwo \| Drużyna \| Czas \| \| ------------------ \| ------------------ \| ------------------ \| ----------------------------- \| ------------------ \| \| 1. \| Olav Kooij \| Holandia \| Team Visma \\| Lease a Bike \| 3h 12' 19" \| \| 2. \| Kaden Groves \| Australia \| Alpecin-Deceuninck \| + 0" \| \| 3. \| Matteo Moschetti \| Włochy \| Q36.5 Pro Cycling Team \| + 0" \| \| 4. \| Mads Pedersen \| Dania \| Lidl-Trek \| + 0" \| \| 5. \| Luke Lamperti \| Stany Zjednoczone \| Soudal Quick-Step \| + 0" \| \| 6. \| Max Kanter \| Niemcy \| XDS Astana Team \| + 0" \| \| 7. \| Filippo Baroncini \| Włochy \| UAE Team Emirates XRG \| + 0" \| \| 8. \| Orluis Aular \| Wenezuela \| Movistar Team \| + 0" \| \| 9. \| Enrico Zanoncello \| Włochy \| VF Group-Bardiani CSF-Faizanè \| + 0" \| \| 10. \| Giovanni Lonardi \| Włochy \| Team Polti VisitMalta \| + 0" \| |                   |                   |                               |            |
| |                   |                   |                               |            |
| Źródło: ProCyclingStats |                   |                   |                               |            |
| Klasyfikacja etapu |                   |                   |                               |            |
| Kolarz | Kolarz            | Państwo           | Drużyna                       | Czas       |
| 1. | Olav Kooij        | Holandia          | Team Visma \| Lease a Bike    | 3h 12' 19" |
| 2. | Kaden Groves      | Australia         | Alpecin-Deceuninck            | + 0"       |
| 3. | Matteo Moschetti  | Włochy            | Q36.5 Pro Cycling Team        | + 0"       |
| 4. | Mads Pedersen     | Dania             | Lidl-Trek                     | + 0"       |
| 5. | Luke Lamperti     | Stany Zjednoczone | Soudal Quick-Step             | + 0"       |
| 6. | Max Kanter        | Niemcy            | XDS Astana Team               | + 0"       |
| 7. | Filippo Baroncini | Włochy            | UAE Team Emirates XRG         | + 0"       |
| 8. | Orluis Aular      | Wenezuela         | Movistar Team                 | + 0"       |
| 9. | Enrico Zanoncello | Włochy            | VF Group-Bardiani CSF-Faizanè | + 0"       |
| 10. | Giovanni Lonardi  | Włochy            | Team Polti VisitMalta         | + 0"       |

## Klasyfikacje

### Klasyfikacja generalna
| \| Klasyfikacja generalna \| Klasyfikacja generalna \| Klasyfikacja generalna \| Klasyfikacja generalna \| Klasyfikacja generalna \| \| Kolarz \| Kolarz \| Państwo \| Drużyna \| Czas \| \| ---------------------- \| ---------------------- \| ---------------------- \| -------------------------- \| ---------------------- \| \| 1. \| Simon Yates \| Wielka Brytania \| Team Visma \\| Lease a Bike \| 82h 31' 01" \| \| 2. \| Isaac Del Toro \| Meksyk \| UAE Team Emirates XRG \| + 3' 56" \| \| 3. \| Richard Carapaz \| Ekwador \| EF Education-EasyPost \| + 4' 43" \| \| 4. \| Derek Gee \| Kanada \| Israel-Premier Tech \| + 6' 23" \| \| 5. \| Damiano Caruso \| Włochy \| Bahrain Victorious \| + 7' 32" \| \| 6. \| Giulio Pellizzari \| Włochy \| Red Bull-Bora-Hansgrohe \| + 9' 28" \| \| 7. \| Egan Bernal \| Kolumbia \| Ineos Grenadiers \| + 12' 42" \| \| 8. \| Einer Rubio \| Kolumbia \| Movistar Team \| + 13' 05" \| \| 9. \| Brandon McNulty \| Stany Zjednoczone \| UAE Team Emirates XRG \| + 13' 36" \| \| 10. \| Michael Storer \| Australia \| Tudor Pro Cycling Team \| + 14' 27" \| \| 11. \| Max Poole \| Wielka Brytania \| Team Picnic-PostNL \| + 18' 15" \| \| 12. \| Adam Yates \| Wielka Brytania \| UAE Team Emirates XRG \| + 21' 43" \| \| 13. \| Rafał Majka \| Polska \| UAE Team Emirates XRG \| + 23' 46" \| \| 14. \| Davide Piganzoli \| Włochy \| Team Polti VisitMalta \| + 27' 53" \| \| 15. \| Nicolas Prodhomme \| Francja \| Decathlon-AG2R La Mondiale \| + 36' 09" \| \| 16. \| Thomas Pidcock \| Wielka Brytania \| Q36.5 Pro Cycling Team \| + 44' 41" \| \| 17. \| Antonio Tiberi \| Włochy \| Bahrain Victorious \| + 46' 04" \| \| 18. \| Louis Meintjes \| Południowa Afryka \| Intermarché-Wanty \| + 52' 03" \| \| 19. \| James Knox \| Wielka Brytania \| Soudal Quick-Step \| + 56' 35" \| \| 20. \| Florian Stork \| Niemcy \| Tudor Pro Cycling Team \| + 58' 53" \| |                   |                   |                            |             |
| |                   |                   |                            |             |
| Źródło: ProCyclingStats |                   |                   |                            |             |
| Klasyfikacja generalna |                   |                   |                            |             |
| Kolarz | Kolarz            | Państwo           | Drużyna                    | Czas        |
| 1. | Simon Yates       | Wielka Brytania   | Team Visma \| Lease a Bike | 82h 31' 01" |
| 2. | Isaac Del Toro    | Meksyk            | UAE Team Emirates XRG      | + 3' 56"    |
| 3. | Richard Carapaz   | Ekwador           | EF Education-EasyPost      | + 4' 43"    |
| 4. | Derek Gee         | Kanada            | Israel-Premier Tech        | + 6' 23"    |
| 5. | Damiano Caruso    | Włochy            | Bahrain Victorious         | + 7' 32"    |
| 6. | Giulio Pellizzari | Włochy            | Red Bull-Bora-Hansgrohe    | + 9' 28"    |
| 7. | Egan Bernal       | Kolumbia          | Ineos Grenadiers           | + 12' 42"   |
| 8. | Einer Rubio       | Kolumbia          | Movistar Team              | + 13' 05"   |
| 9. | Brandon McNulty   | Stany Zjednoczone | UAE Team Emirates XRG      | + 13' 36"   |
| 10. | Michael Storer    | Australia         | Tudor Pro Cycling Team     | + 14' 27"   |
| 11. | Max Poole         | Wielka Brytania   | Team Picnic-PostNL         | + 18' 15"   |
| 12. | Adam Yates        | Wielka Brytania   | UAE Team Emirates XRG      | + 21' 43"   |
| 13. | Rafał Majka       | Polska            | UAE Team Emirates XRG      | + 23' 46"   |
| 14. | Davide Piganzoli  | Włochy            | Team Polti VisitMalta      | + 27' 53"   |
| 15. | Nicolas Prodhomme | Francja           | Decathlon-AG2R La Mondiale | + 36' 09"   |
| 16. | Thomas Pidcock    | Wielka Brytania   | Q36.5 Pro Cycling Team     | + 44' 41"   |
| 17. | Antonio Tiberi    | Włochy            | Bahrain Victorious         | + 46' 04"   |
| 18. | Louis Meintjes    | Południowa Afryka | Intermarché-Wanty          | + 52' 03"   |
| 19. | James Knox        | Wielka Brytania   | Soudal Quick-Step          | + 56' 35"   |
| 20. | Florian Stork     | Niemcy            | Tudor Pro Cycling Team     | + 58' 53"   |

| Klasyfikacja punktowa | Klasyfikacja punktowa | Klasyfikacja punktowa | Klasyfikacja punktowa      | Klasyfikacja punktowa |
| Kolarz                | Kolarz                | Państwo               | Drużyna                    | Punkty                |
| --------------------- | --------------------- | --------------------- | -------------------------- | --------------------- |
| 1.                    | Mads Pedersen         | Dania                 | Lidl-Trek                  | 295 pkt               |
| 2.                    | Olav Kooij            | Holandia              | Team Visma \| Lease a Bike | 185 pkt               |
| 3.                    | Wout van Aert         | Belgia                | Team Visma \| Lease a Bike | 127 pkt               |
| 4.                    | Dries De Bondt        | Belgia                | Decathlon-AG2R La Mondiale | 127 pkt               |
| 5.                    | Isaac Del Toro        | Meksyk                | UAE Team Emirates XRG      | 109 pkt               |
| 6.                    | Kaden Groves          | Australia             | Alpecin-Deceuninck         | 98 pkt                |
| 7.                    | Casper van Uden       | Holandia              | Team Picnic-PostNL         | 89 pkt                |
| 8.                    | Alessandro Tonelli    | Włochy                | Team Polti VisitMalta      | 88 pkt                |
| 9.                    | Richard Carapaz       | Ekwador               | EF Education-EasyPost      | 77 pkt                |
| 10.                   | Orluis Aular          | Wenezuela             | Movistar Team              | 76 pkt                |

| Klasyfikacja punktowa | Klasyfikacja punktowa | Klasyfikacja punktowa | Klasyfikacja punktowa      | Klasyfikacja punktowa |
| Kolarz                | Kolarz                | Państwo               | Drużyna                    | Punkty                |
| --------------------- | --------------------- | --------------------- | -------------------------- | --------------------- |
| 1.                    | Mads Pedersen         | Dania                 | Lidl-Trek                  | 295 pkt               |
| 2.                    | Olav Kooij            | Holandia              | Team Visma \| Lease a Bike | 185 pkt               |
| 3.                    | Wout van Aert         | Belgia                | Team Visma \| Lease a Bike | 127 pkt               |
| 4.                    | Dries De Bondt        | Belgia                | Decathlon-AG2R La Mondiale | 127 pkt               |
| 5.                    | Isaac Del Toro        | Meksyk                | UAE Team Emirates XRG      | 109 pkt               |
| 6.                    | Kaden Groves          | Australia             | Alpecin-Deceuninck         | 98 pkt                |
| 7.                    | Casper van Uden       | Holandia              | Team Picnic-PostNL         | 89 pkt                |
| 8.                    | Alessandro Tonelli    | Włochy                | Team Polti VisitMalta      | 88 pkt                |
| 9.                    | Richard Carapaz       | Ekwador               | EF Education-EasyPost      | 77 pkt                |
| 10.                   | Orluis Aular          | Wenezuela             | Movistar Team              | 76 pkt                |

| Klasyfikacja górska | Klasyfikacja górska | Klasyfikacja górska | Klasyfikacja górska           | Klasyfikacja górska |
| Kolarz              | Kolarz              | Państwo             | Drużyna                       | Punkty              |
| ------------------- | ------------------- | ------------------- | ----------------------------- | ------------------- |
| 1.                  | Lorenzo Fortunato   | Włochy              | XDS Astana Team               | 355 pkt             |
| 2.                  | Christian Scaroni   | Włochy              | XDS Astana Team               | 201 pkt             |
| 3.                  | Nicolas Prodhomme   | Francja             | Decathlon-AG2R La Mondiale    | 107 pkt             |
| 4.                  | Manuele Tarozzi     | Włochy              | VF Group-Bardiani CSF-Faizanè | 87 pkt              |
| 5.                  | Carlos Verona       | Hiszpania           | Lidl-Trek                     | 61 pkt              |
| 6.                  | Chris Harper        | Australia           | Team Jayco AlUla              | 60 pkt              |
| 7.                  | Richard Carapaz     | Ekwador             | EF Education-EasyPost         | 47 pkt              |
| 8.                  | Romain Bardet       | Francja             | Team Picnic-PostNL            | 47 pkt              |
| 9.                  | Isaac Del Toro      | Meksyk              | UAE Team Emirates XRG         | 45 pkt              |
| 10.                 | Pello Bilbao        | Hiszpania           | Bahrain Victorious            | 42 pkt              |

| Klasyfikacja górska | Klasyfikacja górska | Klasyfikacja górska | Klasyfikacja górska           | Klasyfikacja górska |
| Kolarz              | Kolarz              | Państwo             | Drużyna                       | Punkty              |
| ------------------- | ------------------- | ------------------- | ----------------------------- | ------------------- |
| 1.                  | Lorenzo Fortunato   | Włochy              | XDS Astana Team               | 355 pkt             |
| 2.                  | Christian Scaroni   | Włochy              | XDS Astana Team               | 201 pkt             |
| 3.                  | Nicolas Prodhomme   | Francja             | Decathlon-AG2R La Mondiale    | 107 pkt             |
| 4.                  | Manuele Tarozzi     | Włochy              | VF Group-Bardiani CSF-Faizanè | 87 pkt              |
| 5.                  | Carlos Verona       | Hiszpania           | Lidl-Trek                     | 61 pkt              |
| 6.                  | Chris Harper        | Australia           | Team Jayco AlUla              | 60 pkt              |
| 7.                  | Richard Carapaz     | Ekwador             | EF Education-EasyPost         | 47 pkt              |
| 8.                  | Romain Bardet       | Francja             | Team Picnic-PostNL            | 47 pkt              |
| 9.                  | Isaac Del Toro      | Meksyk              | UAE Team Emirates XRG         | 45 pkt              |
| 10.                 | Pello Bilbao        | Hiszpania           | Bahrain Victorious            | 42 pkt              |

| Klasyfikacja młodzieżowa | Klasyfikacja młodzieżowa | Klasyfikacja młodzieżowa | Klasyfikacja młodzieżowa | Klasyfikacja młodzieżowa |
| Kolarz                   | Kolarz                   | Państwo                  | Drużyna                  | Czas                     |
| ------------------------ | ------------------------ | ------------------------ | ------------------------ | ------------------------ |
| 1.                       | Isaac Del Toro           | Meksyk                   | UAE Team Emirates XRG    | 82h 34' 57"              |
| 2.                       | Giulio Pellizzari        | Włochy                   | Red Bull-Bora-Hansgrohe  | + 5' 32"                 |
| 3.                       | Max Poole                | Wielka Brytania          | Team Picnic-PostNL       | + 14' 19"                |
| 4.                       | Davide Piganzoli         | Włochy                   | Team Polti VisitMalta    | + 23' 57"                |
| 5.                       | Antonio Tiberi           | Włochy                   | Bahrain Victorious       | + 42' 08"                |
| 6.                       | Embret Svestad-Bårdseng  | Norwegia                 | Arkéa-B&B Hotels         | + 1h 02' 44"             |
| 7.                       | Edoardo Zambanini        | Włochy                   | Bahrain Victorious       | + 1h 22' 03"             |
| 8.                       | Marco Frigo              | Włochy                   | Israel-Premier Tech      | + 1h 28' 24"             |
| 9.                       | Gianmarco Garofoli       | Włochy                   | Soudal Quick-Step        | + 1h 49' 57"             |
| 10.                      | Igor Arrieta             | Hiszpania                | UAE Team Emirates XRG    | + 1h 56' 19"             |

| Klasyfikacja młodzieżowa | Klasyfikacja młodzieżowa | Klasyfikacja młodzieżowa | Klasyfikacja młodzieżowa | Klasyfikacja młodzieżowa |
| Kolarz                   | Kolarz                   | Państwo                  | Drużyna                  | Czas                     |
| ------------------------ | ------------------------ | ------------------------ | ------------------------ | ------------------------ |
| 1.                       | Isaac Del Toro           | Meksyk                   | UAE Team Emirates XRG    | 82h 34' 57"              |
| 2.                       | Giulio Pellizzari        | Włochy                   | Red Bull-Bora-Hansgrohe  | + 5' 32"                 |
| 3.                       | Max Poole                | Wielka Brytania          | Team Picnic-PostNL       | + 14' 19"                |
| 4.                       | Davide Piganzoli         | Włochy                   | Team Polti VisitMalta    | + 23' 57"                |
| 5.                       | Antonio Tiberi           | Włochy                   | Bahrain Victorious       | + 42' 08"                |
| 6.                       | Embret Svestad-Bårdseng  | Norwegia                 | Arkéa-B&B Hotels         | + 1h 02' 44"             |
| 7.                       | Edoardo Zambanini        | Włochy                   | Bahrain Victorious       | + 1h 22' 03"             |
| 8.                       | Marco Frigo              | Włochy                   | Israel-Premier Tech      | + 1h 28' 24"             |
| 9.                       | Gianmarco Garofoli       | Włochy                   | Soudal Quick-Step        | + 1h 49' 57"             |
| 10.                      | Igor Arrieta             | Hiszpania                | UAE Team Emirates XRG    | + 1h 56' 19"             |

| Klasyfikacja drużynowa | Klasyfikacja drużynowa     | Klasyfikacja drużynowa       | Klasyfikacja drużynowa |
| Drużyna                | Drużyna                    | Państwo                      | Czas                   |
| ---------------------- | -------------------------- | ---------------------------- | ---------------------- |
| 1.                     | UAE Team Emirates XRG      | Zjednoczone Emiraty Arabskie | 247h 53' 24"           |
| 2.                     | Bahrain-Victorious         | Bahrajn                      | + 58' 40"              |
| 3.                     | Team Visma \| Lease a Bike | Holandia                     | + 1h 15' 37"           |
| 4.                     | XDS Astana Team            | Kazachstan                   | + 1h 46' 40"           |
| 5.                     | Tudor Pro Cycling Team     | Szwajcaria                   | + 1h 52' 53"           |
| 6.                     | Movistar Team              | Hiszpania                    | + 1h 52' 56"           |
| 7.                     | Team Picnic-PostNL         | Holandia                     | + 2h 25' 21"           |
| 8.                     | Red Bull-BORA-hansgrohe    | Niemcy                       | + 2h 52' 52"           |
| 9.                     | Israel-Premier Tech        | Izrael                       | + 3h 06' 01"           |
| 10.                    | Ineos Grenadiers           | Wielka Brytania              | + 3h 09' 08"           |

| Klasyfikacja drużynowa | Klasyfikacja drużynowa     | Klasyfikacja drużynowa       | Klasyfikacja drużynowa |
| Drużyna                | Drużyna                    | Państwo                      | Czas                   |
| ---------------------- | -------------------------- | ---------------------------- | ---------------------- |
| 1.                     | UAE Team Emirates XRG      | Zjednoczone Emiraty Arabskie | 247h 53' 24"           |
| 2.                     | Bahrain-Victorious         | Bahrajn                      | + 58' 40"              |
| 3.                     | Team Visma \| Lease a Bike | Holandia                     | + 1h 15' 37"           |
| 4.                     | XDS Astana Team            | Kazachstan                   | + 1h 46' 40"           |
| 5.                     | Tudor Pro Cycling Team     | Szwajcaria                   | + 1h 52' 53"           |
| 6.                     | Movistar Team              | Hiszpania                    | + 1h 52' 56"           |
| 7.                     | Team Picnic-PostNL         | Holandia                     | + 2h 25' 21"           |
| 8.                     | Red Bull-BORA-hansgrohe    | Niemcy                       | + 2h 52' 52"           |
| 9.                     | Israel-Premier Tech        | Izrael                       | + 3h 06' 01"           |
| 10.                    | Ineos Grenadiers           | Wielka Brytania              | + 3h 09' 08"           |

### Liderzy klasyfikacji
| Etap   |                            | Pierwsze miejsce _ | Klasyfikacja generalna | Punktowa      | Górska            | Młodzieżowa       | Najaktywniejszych  | Lotnych finiszy _  | Ucieczek _         | Drużynowa _           |
| ------ | -------------------------- | ------------------ | ---------------------- | ------------- | ----------------- | ----------------- | ------------------ | ------------------ | ------------------ | --------------------- |
| 1      | pagórkowaty                | Mads Pedersen      | Mads Pedersen          | Mads Pedersen | Sylvain Moniquet  | Francesco Busatto | Alessandro Tonelli | Manuele Tarozzi    | Alessandro Verre   | Lidl-Trek             |
| 2      | jazda indywidualna na czas | Joshua Tarling     | Primož Roglič          | Mads Pedersen | Sylvain Moniquet  | Mathias Vacek     | brak danych        | Manuele Tarozzi    | Alessandro Verre   | Lidl-Trek             |
| 3      | pagórkowaty                | Mads Pedersen      | Mads Pedersen          | Mads Pedersen | Lorenzo Fortunato | Mathias Vacek     | Alessandro Tonelli | Alessandro Tonelli | Alessandro Tonelli | Lidl-Trek             |
| 4      | płaski                     | Casper van Uden    | Mads Pedersen          | Mads Pedersen | Lorenzo Fortunato | Mathias Vacek     | Francisco Muñoz    | Alessandro Tonelli | Alessandro Tonelli | Lidl-Trek             |
| 5      | pagórkowaty                | Mads Pedersen      | Mads Pedersen          | Mads Pedersen | Lorenzo Fortunato | Mathias Vacek     | Davide Bais        | Alessandro Tonelli | Alessandro Tonelli | Lidl-Trek             |
| 6      | pagórkowaty                | Kaden Groves       | Mads Pedersen          | Mads Pedersen | Lorenzo Fortunato | Mathias Vacek     | brak danych        | Alessandro Tonelli | Alessandro Tonelli | Lidl-Trek             |
| 7      | górski                     | Juan Ayuso         | Primož Roglič          | Mads Pedersen | Lorenzo Fortunato | Juan Ayuso        | Alessandro Tonelli | Alessandro Tonelli | Alessandro Tonelli | UAE Team Emirates XRG |
| 8      | górzysty                   | Lucas Plapp        | Diego Ulissi           | Mads Pedersen | Lorenzo Fortunato | Juan Ayuso        | Lorenzo Fortunato  | Alessandro Tonelli | Alessandro Tonelli | UAE Team Emirates XRG |
| 9      | pagórkowaty                | Wout van Aert      | Isaac Del Toro         | Mads Pedersen | Lorenzo Fortunato | Isaac Del Toro    | Quinten Hermans    | Alessandro Tonelli | Alessandro Tonelli | UAE Team Emirates XRG |
| 10     | jazda indywidualna na czas | Daan Hoole         | Isaac Del Toro         | Mads Pedersen | Lorenzo Fortunato | Isaac Del Toro    | brak danych        | Alessandro Tonelli | Alessandro Tonelli | UAE Team Emirates XRG |
| 11     | górzysty                   | Richard Carapaz    | Isaac Del Toro         | Mads Pedersen | Lorenzo Fortunato | Isaac Del Toro    | Nairo Quintana     | Alessandro Tonelli | Alessandro Tonelli | UAE Team Emirates XRG |
| 12     | pagórkowaty                | Olav Kooij         | Isaac Del Toro         | Mads Pedersen | Lorenzo Fortunato | Isaac Del Toro    | Andrea Pietrobon   | Alessandro Tonelli | Alessandro Tonelli | UAE Team Emirates XRG |
| 13     | pagórkowaty                | Mads Pedersen      | Isaac Del Toro         | Mads Pedersen | Lorenzo Fortunato | Isaac Del Toro    | Lorenzo Germani    | Alessandro Tonelli | Alessandro Tonelli | UAE Team Emirates XRG |
| 14     | płaski                     | Kasper Asgreen     | Isaac Del Toro         | Mads Pedersen | Lorenzo Fortunato | Isaac Del Toro    | Kasper Asgreen     | Alessandro Tonelli | Manuele Tarozzi    | UAE Team Emirates XRG |
| 15     | górski                     | Carlos Verona      | Isaac Del Toro         | Mads Pedersen | Lorenzo Fortunato | Isaac Del Toro    | Marco Frigo        | Alessandro Tonelli | Manuele Tarozzi    | UAE Team Emirates XRG |
| 16     | górski                     | Christian Scaroni  | Isaac Del Toro         | Mads Pedersen | Lorenzo Fortunato | Isaac Del Toro    | Lorenzo Fortunato  | Alessandro Tonelli | Manuele Tarozzi    | UAE Team Emirates XRG |
| 17     | górski                     | Isaac Del Toro     | Isaac Del Toro         | Mads Pedersen | Lorenzo Fortunato | Isaac Del Toro    | Lorenzo Fortunato  | Dries De Bondt     | Manuele Tarozzi    | UAE Team Emirates XRG |
| 18     | pagórkowaty                | Nico Denz          | Isaac Del Toro         | Mads Pedersen | Lorenzo Fortunato | Isaac Del Toro    | Wout van Aert      | Dries De Bondt     | Manuele Tarozzi    | UAE Team Emirates XRG |
| 19     | górski                     | Nicolas Prodhomme  | Isaac Del Toro         | Mads Pedersen | Lorenzo Fortunato | Isaac Del Toro    | Nicolas Prodhomme  | Mads Pedersen      | Manuele Tarozzi    | UAE Team Emirates XRG |
| 20     | górski                     | Chris Harper       | Simon Yates            | Mads Pedersen | Lorenzo Fortunato | Isaac Del Toro    | Chris Harper       | Dries De Bondt     | Manuele Tarozzi    | UAE Team Emirates XRG |
| 21     | płaski                     | Olav Kooij         | Simon Yates            | Mads Pedersen | Lorenzo Fortunato | Isaac Del Toro    | Martin Marcellusi  | Dries De Bondt     | Manuele Tarozzi    | UAE Team Emirates XRG |
| Koniec | Koniec                     |                    | Simon Yates            | Mads Pedersen | Lorenzo Fortunato | Isaac Del Toro    | Lorenzo Fortunato  | Dries De Bondt     | brak danych        | UAE Team Emirates XRG |